# Seznam městských částí Brna

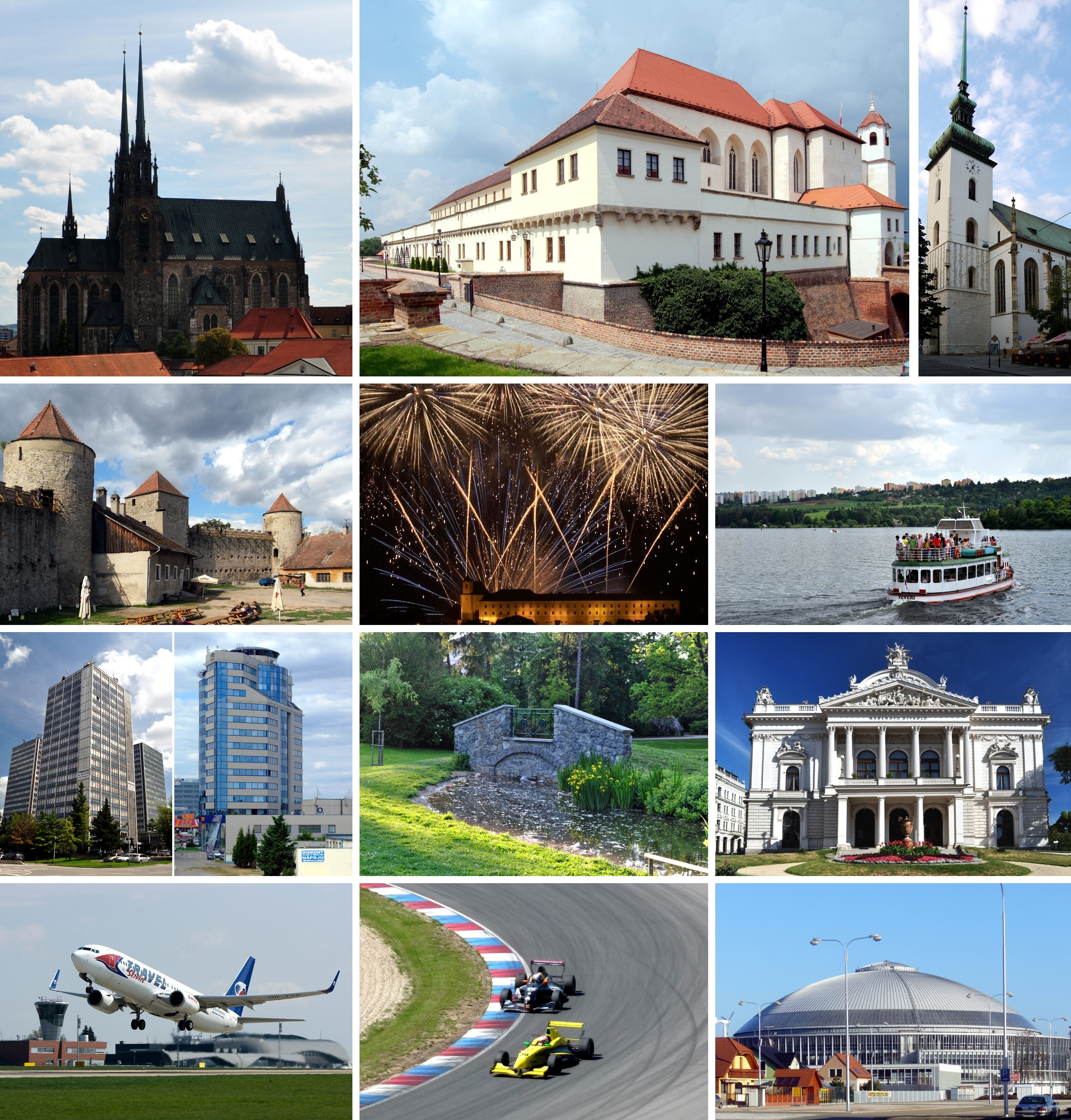
Statutární město Brno

Brno se dělí na 29 samosprávných městských částí s vlastním zastupitelstvem, starostou, radou a také vlastním znakem a vlajkou, město se celkově skládá ze 48 katastrálních území. Tento přehled obsahuje pouze základní souhrnné údaje o každé městské části, městské části jsou zde řazeny sestupně podle počtu obyvatel k 26. březnu 2011 podle Sčítání lidu, domů a bytů 2011.

## Mapa městských částí
| 1. Brno-Bohunice 2. Brno-Bosonohy 3. Brno-Bystrc 4. Brno-Černovice 5. Brno-Chrlice 6. Brno-Ivanovice 7. Brno-Jehnice 8. Brno-jih 9. Brno-Jundrov 10. Brno-Kníničky 11. Brno-Kohoutovice 12. Brno-Komín 13. Brno-Královo Pole 14. Brno-Líšeň 15. Brno-Maloměřice a Obřany | Městské části Brna (klikatelná mapa) | 1. Brno-Medlánky 2. Brno-Nový Lískovec 3. Brno-Ořešín 4. Brno-Řečkovice a Mokrá Hora 5. Brno-sever 6. Brno-Slatina 7. Brno-Starý Lískovec 8. Brno-střed 9. Brno-Tuřany 10. Brno-Útěchov 11. Brno-Vinohrady 12. Brno-Žabovřesky 13. Brno-Žebětín 14. Brno-Židenice |
| |                                      | |

## Seznam městských částí

### Nad 20 tisíc obyvatel

#### Brno-střed
| Části              | Brno-město, Staré Brno, Štýřice, Veveří, Stránice, zčásti: Černá Pole, Pisárky, Trnitá, Zábrdovice |
| Počet obyvatel     | 64 316                                                                                             |
| Katastrální výměra | 15 km²                                                                                             |

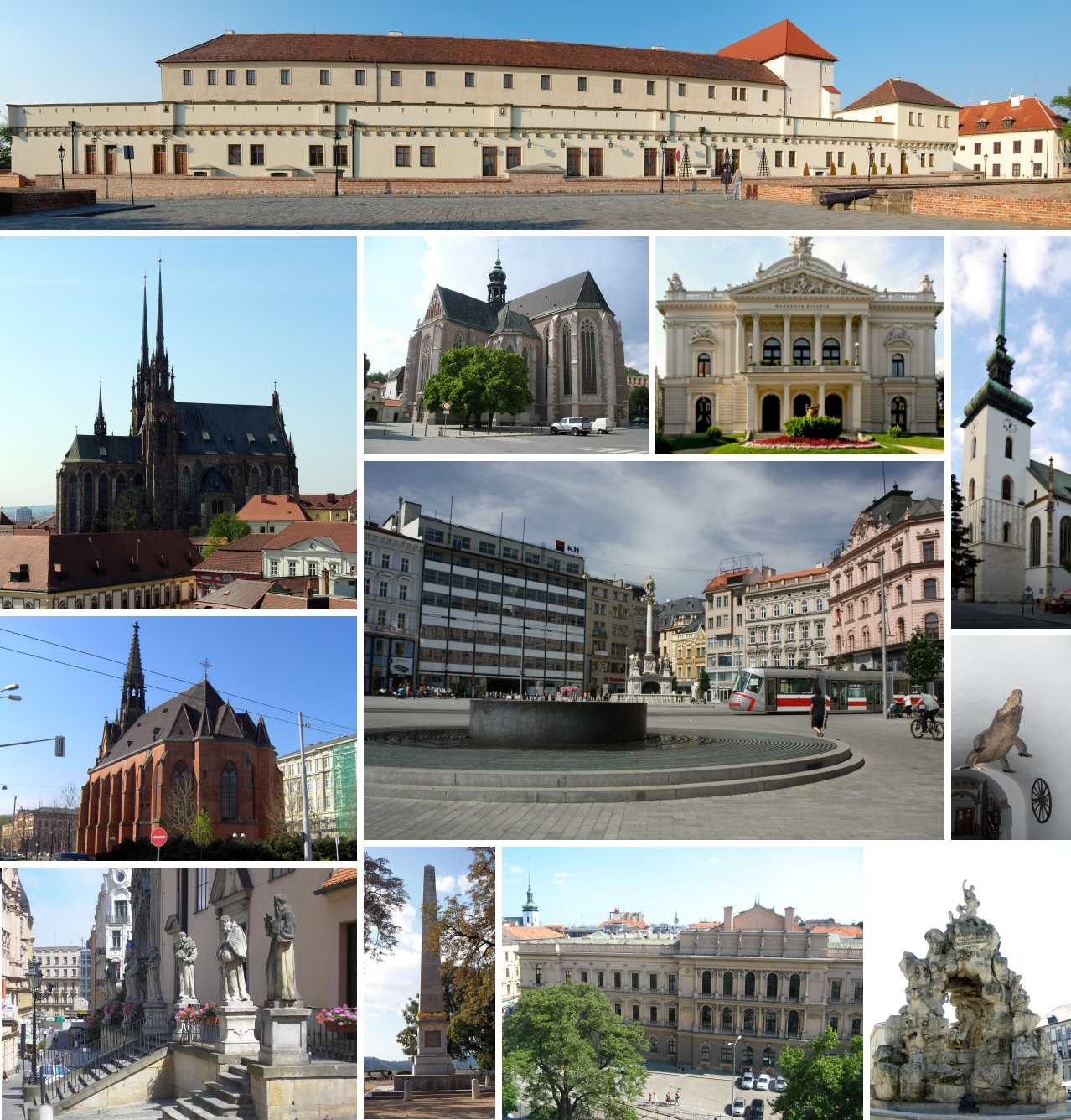

Brno-střed je nejvýznamnější městskou částí Brna a jeho administrativním, hospodářským a kulturním centrem, v němž tradičně sídlí řada úřadů a institucí, řada základních, středních i vysokých škol, mnoho firem i obchodů, představuje také důležitý dopravní uzel.
Rozkládá se zhruba uprostřed města po obou březích řeky Svratky západně od řeky Svitavy, svým územím se do určité míry kryje s územím historického jádra Brna, je poměrně nesourodým celkem řady čtvrtí s hustou, ale různě starou zástavbou. Vedle nejstarší brněnské zástavby v historickém jádru Brna se zde nacházejí také moderní výškové budovy i panelová sídliště. Dominanty městské části představují Katedrála svatého Petra a Pavla na kopci Petrov a hrad Špilberk. Na území městské části se nachází také nejvýznamnější brněnský park Lužánky i ústřední hřbitov v Brně.

#### Brno-sever
| Části              | Husovice, Lesná, Soběšice, zčásti: Černá Pole (většina), Zábrdovice (asi třetina) |
| Počet obyvatel     | 47 643                                                                            |
| Katastrální výměra | 12,24 km²                                                                         |

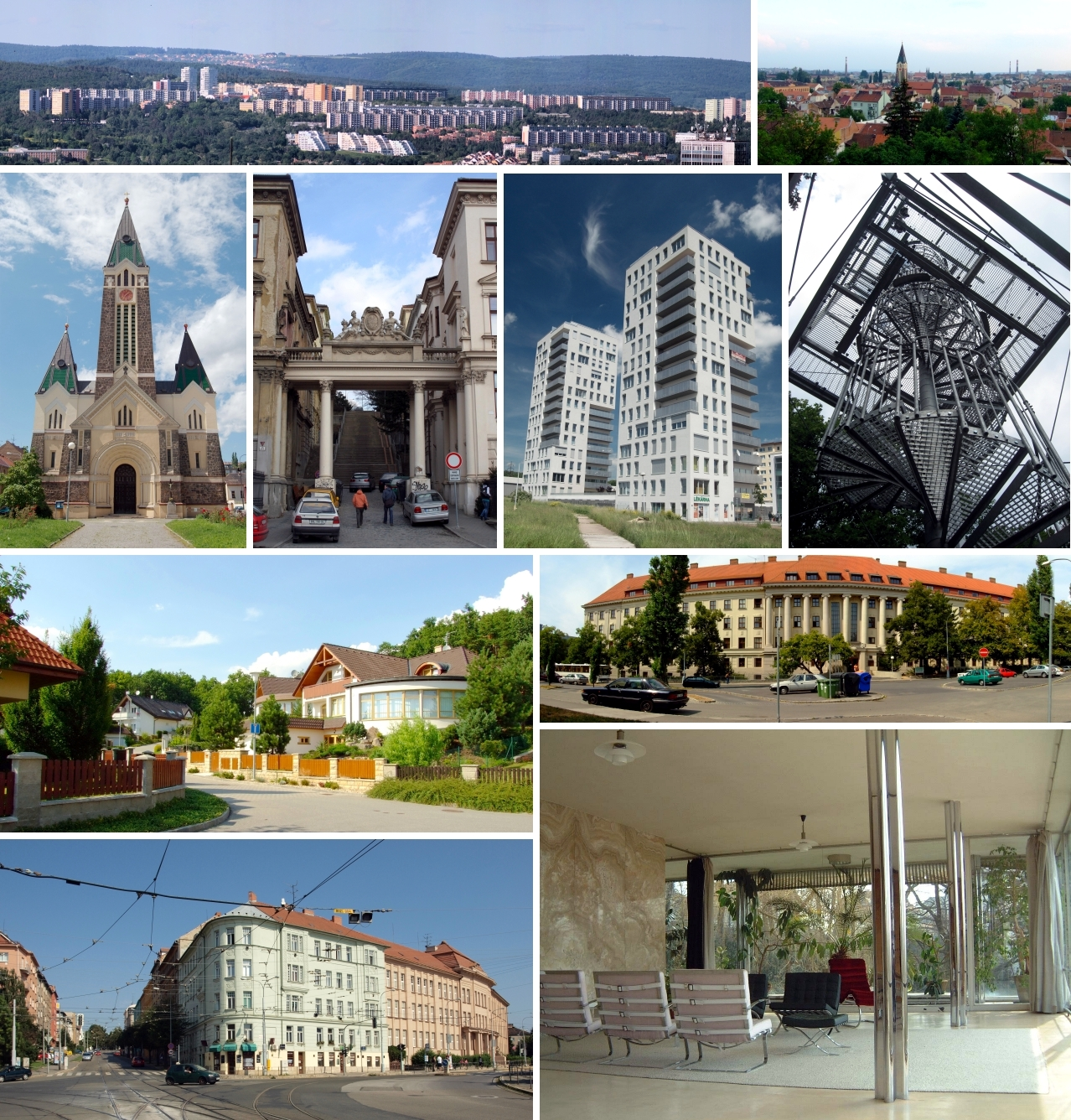

Rozkládá se na okraji brněnské kotliny, z její níže položené části území stoupá přes terasu Lesné k zalesněným náhorním planinám Soběšic. S výjimkou Soběšic, které mají charakter velké vesnice, má zbytek městské části výrazně městský charakter. Městská část má velice nesourodou strukturu a v důsledku svého vymezení i dost atypický tvar připomínající přesýpací hodiny.
Na území městské části se nachází například budovy Mendelovy univerzity, Muzeum romské kultury, dětská nemocnice, Taneční divadlo MIMI FORTUNAE, vila Tugendhat nebo soběšický klášter klarisek. Dále se zde nachází i park Schreberovy zahrádky. Zatím jediným kostelem na území městské části je husovický kostel Nejsvětějšího srdce Páně.

#### Brno-Královo Pole
| Části              | Královo Pole, Ponava, Sadová, zčásti: Černá Pole (malá část) |
| Počet obyvatel     | 28 674                                                       |
| Katastrální výměra | 9,91 km²                                                     |

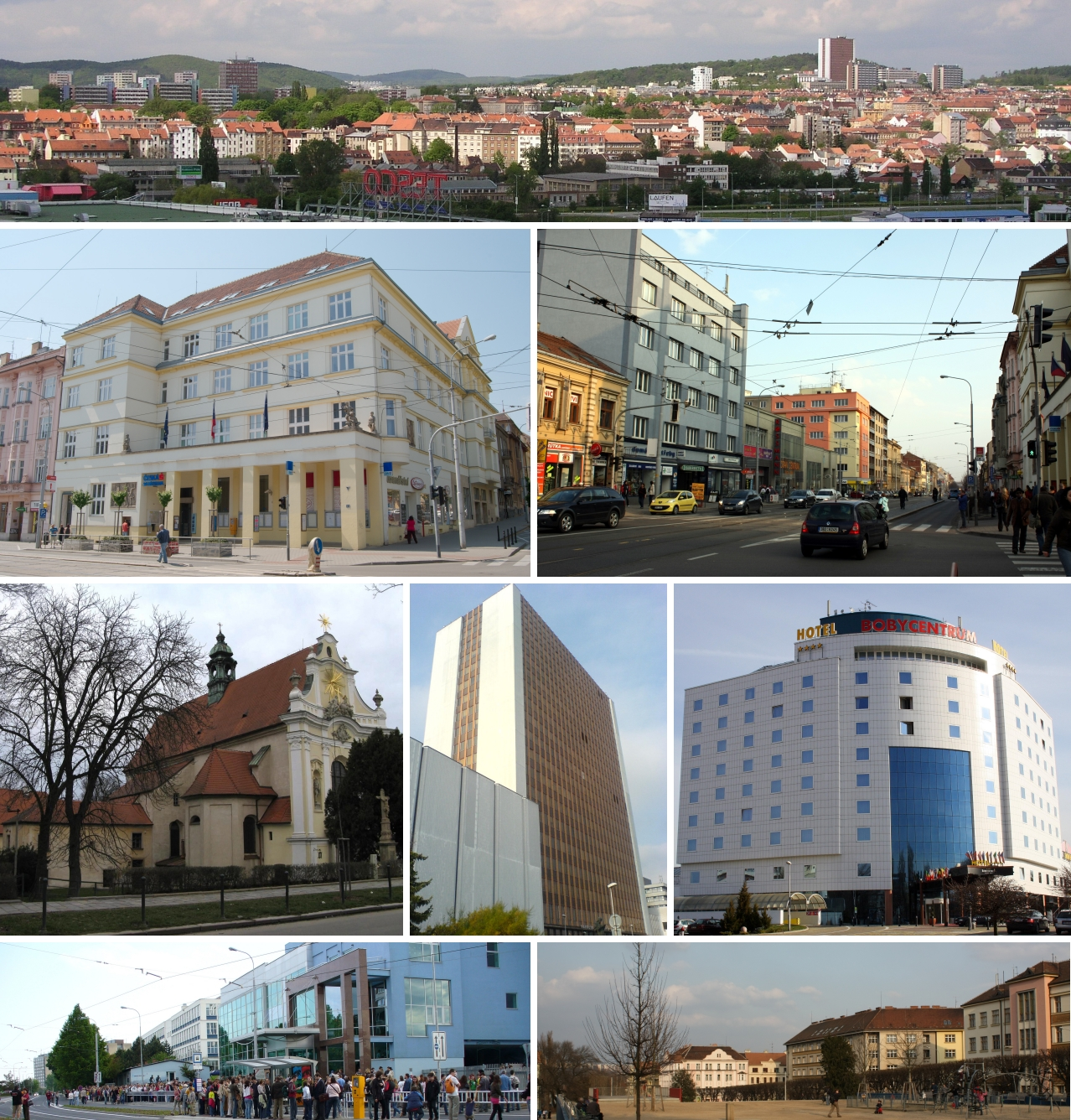

Brno-Královo Pole (v hantecu Krpole nebo Kénig) se rozkládá severně od městské části Brno-střed, má výrazně městský charakter, ale na severovýchodě městské části v katastrálním území Sadová se rozkládají rozsáhlé lesy a nachází se zde významný krajinný prvek Údolí Zaječího potoka. Na severozápad městské části zasahuje významný krajinný prvek Medlánecké kopce. Na jihovýchodě městské části se nachází velké brněnské nákupní centrum Královo Pole s non-stop hypermarketem Tesco.

#### Brno-Líšeň
| Části              | Líšeň     |
| Počet obyvatel     | 26 781    |
| Katastrální výměra | 15,71 km² |

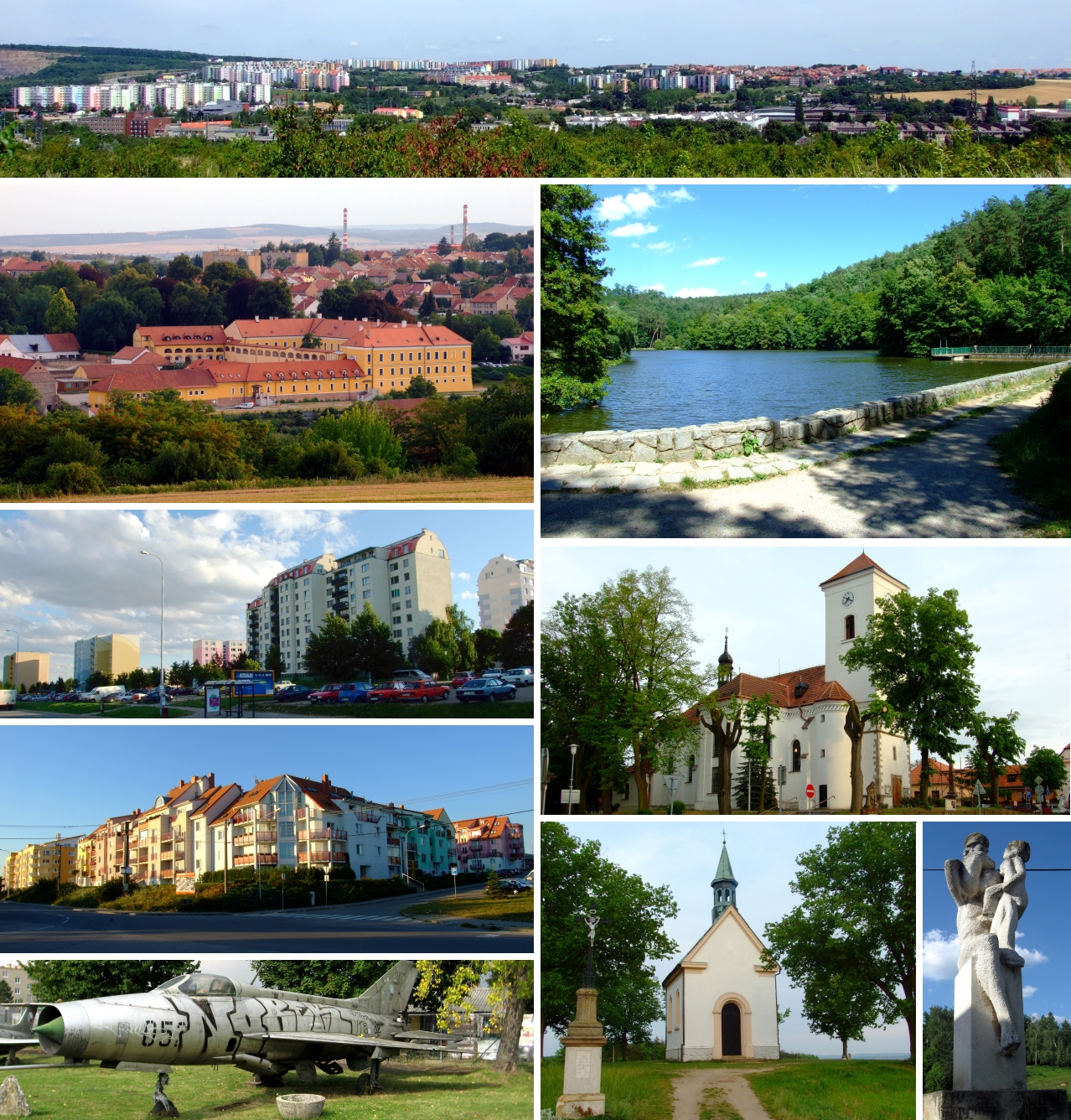

Líšeň je historický městys, dnes městská část na východě statutárního města Brna. Líšeň lze rozdělit na starou (původní zástavba) a novou Líšeň (sídliště vybudované 80. letech 20. století). Na rozdíl od nové Líšně má stará Líšeň dodnes charakter spíše velké vesnice či městečka. V severní části katastru Líšně se nacházejí poměrně rozsáhlé lesy a zasahuje sem jižní část CHKO Moravský kras. Na východní hranici katastru se nachází Mariánské údolí, jež je často využíváno ke kulturním účelům, a Brňany využíváno k rekreaci a relaxaci. Celé údolí je projízdné jak na kole tak autem s povolením.

#### Brno-Bystrc
| Části              | Bystrc    |
| Počet obyvatel     | 24 218    |
| Katastrální výměra | 27,24 km² |

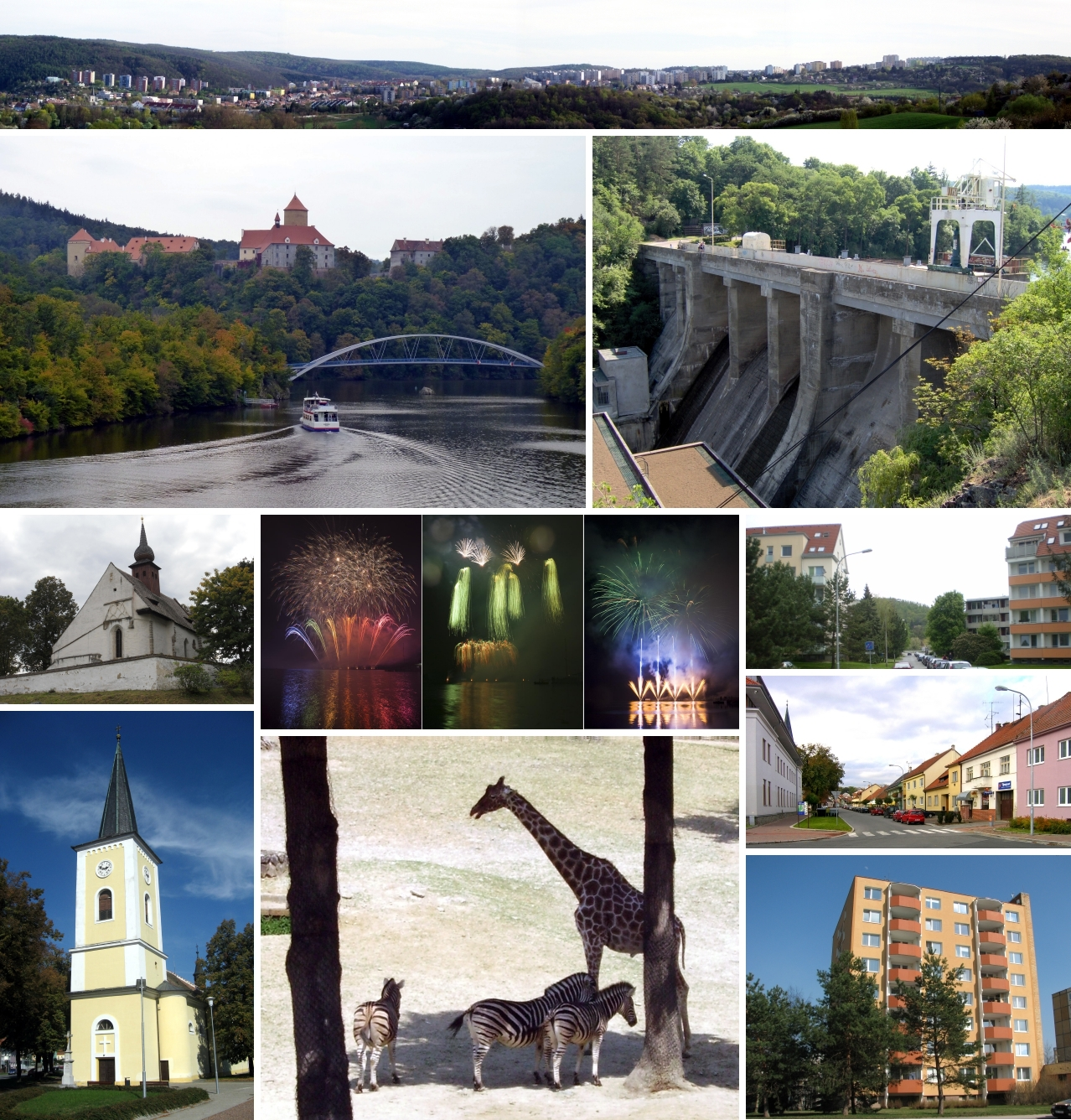

Bystrc (v hantecu zvaná Bástr) je bývalá obec, dnes městská čtvrť a katastrální území a městská část statutárního města Brna. Rozkládá se na severozápadě Brna a svojí rozlohou je vůbec největší městskou část i katastrální území Brna. Na území této městské části se nachází řada brněnských rekreačních objektů – Brněnská přehrada, Zoologická zahrada Brno, Údolí oddechu, rozsáhlé Podkomorské lesy s areálem Pohádky máje (včetně Helenčiny a Ríšovy studánky), hrad Veveří.

#### Brno-Židenice
| Části              | zčásti: Židenice (jihozápadní část), Zábrdovice (východní část). |
| Počet obyvatel     | 22 000                                                           |
| Katastrální výměra | 3,03 km²                                                         |

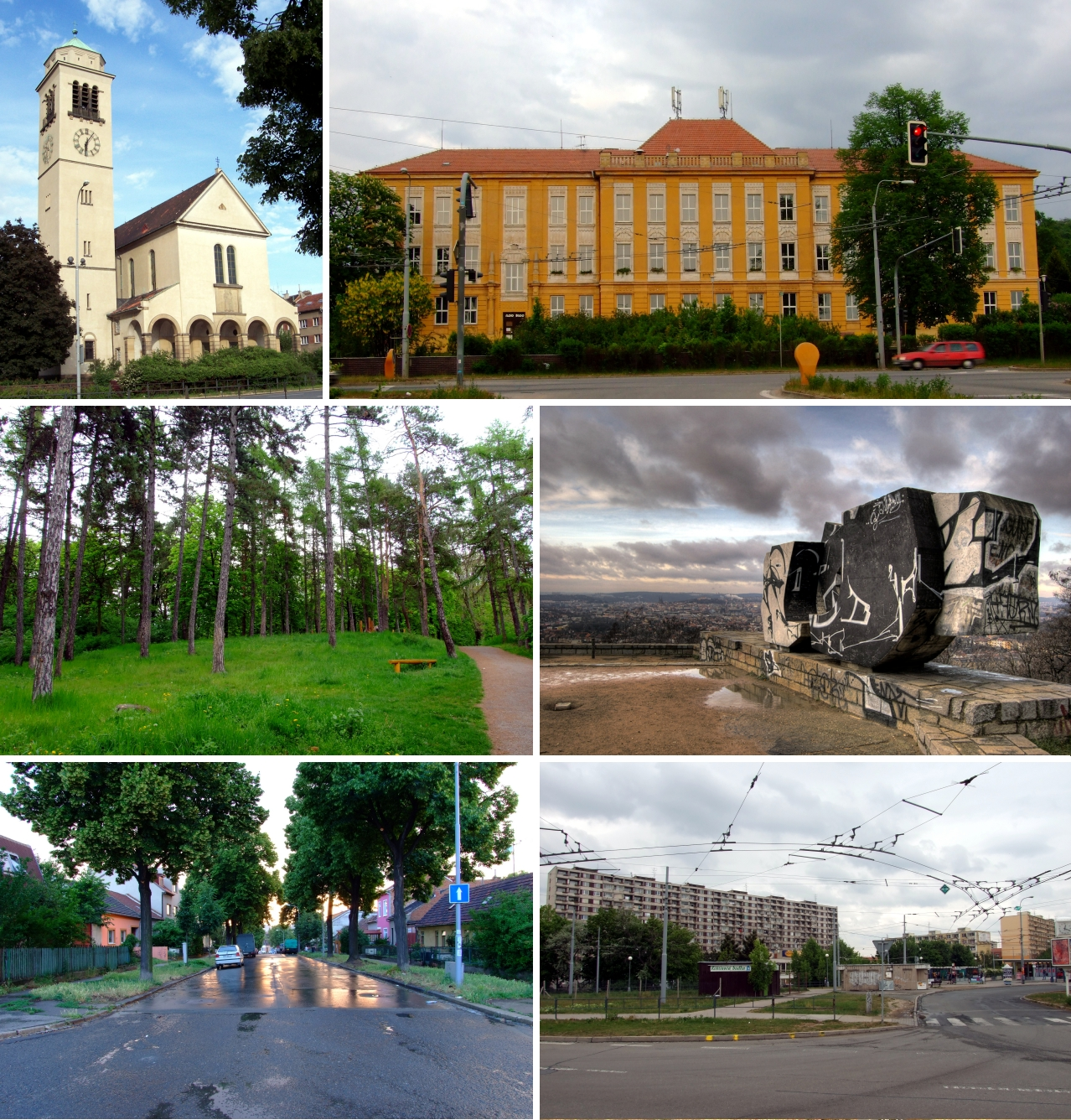

Zástavba městské části se rozkládá na levém (východním) břehu řeky Svitavy. Území Židenic, které má městský charakter, srpkovitě ohraničuje sousední městskou část Brno-Vinohrady. Západní polovina městské části tvoří téměř úplná rovina. Východně se začíná zvedat Bílá Hora, severně od ní nedaleko budovy místní polikliniky se zase zvedá výše Židenický kopec. Na severozápadním svahu Židenického kopce při hranici s Vinohrady se rozkládá i zdejší lesopark Akátky. Druhý lesopark, rozkládající se Juliánovem na Bílé Hoře, nabízí vyhlídku na Brno. Oba lesoparky využívají zdejší občané k procházkám. Na samém jihu městské části se jižně od původního Juliánova v těsné blízkosti tramvajové trati linky číslo 8 rozkládá areál zdejšího židovského hřbitova. Od roku 1992 probíhá na území městské části intenzivní rekonstrukce bytových domů.

#### Brno-Žabovřesky
| Části              | Žabovřesky |
| Počet obyvatel     | 21 047     |
| Katastrální výměra | 4,35 km²   |

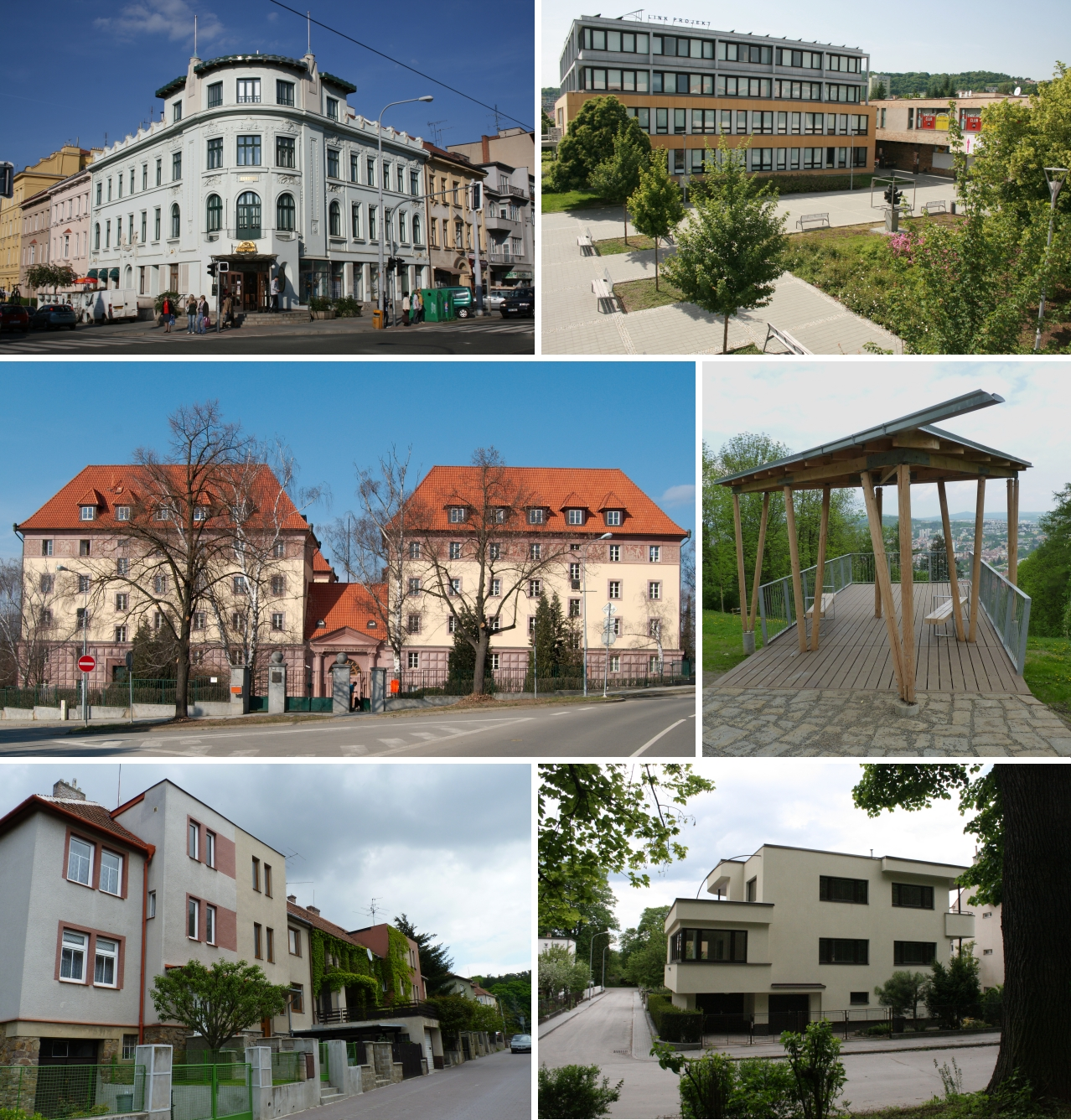

Žabovřesky (v hantecu Žabiny) jsou bývalá obec, dnes městská čtvrť, katastrální území a městská část Brna. Žabovřesky se rozkládají na levém břehu Svratky severozápadně od historického jádra Brna, k němuž mají relativně blízko. Žabovřesky mají městský charakter. Na území městské části se rozkládají dva lesoparky, z nichž Wilsonův les tvoří nejjižnější část Žabovřesk, naopak lesopark na Palackého vrchu tvoří nejsevernější část Žabovřesk.

### 10 až 20 tisíc obyvatel

#### Brno-Řečkovice a Mokrá Hora
| Části              | Řečkovice, Mokrá Hora |
| Počet obyvatel     | 15 486                |
| Katastrální výměra | 7,57 km²              |

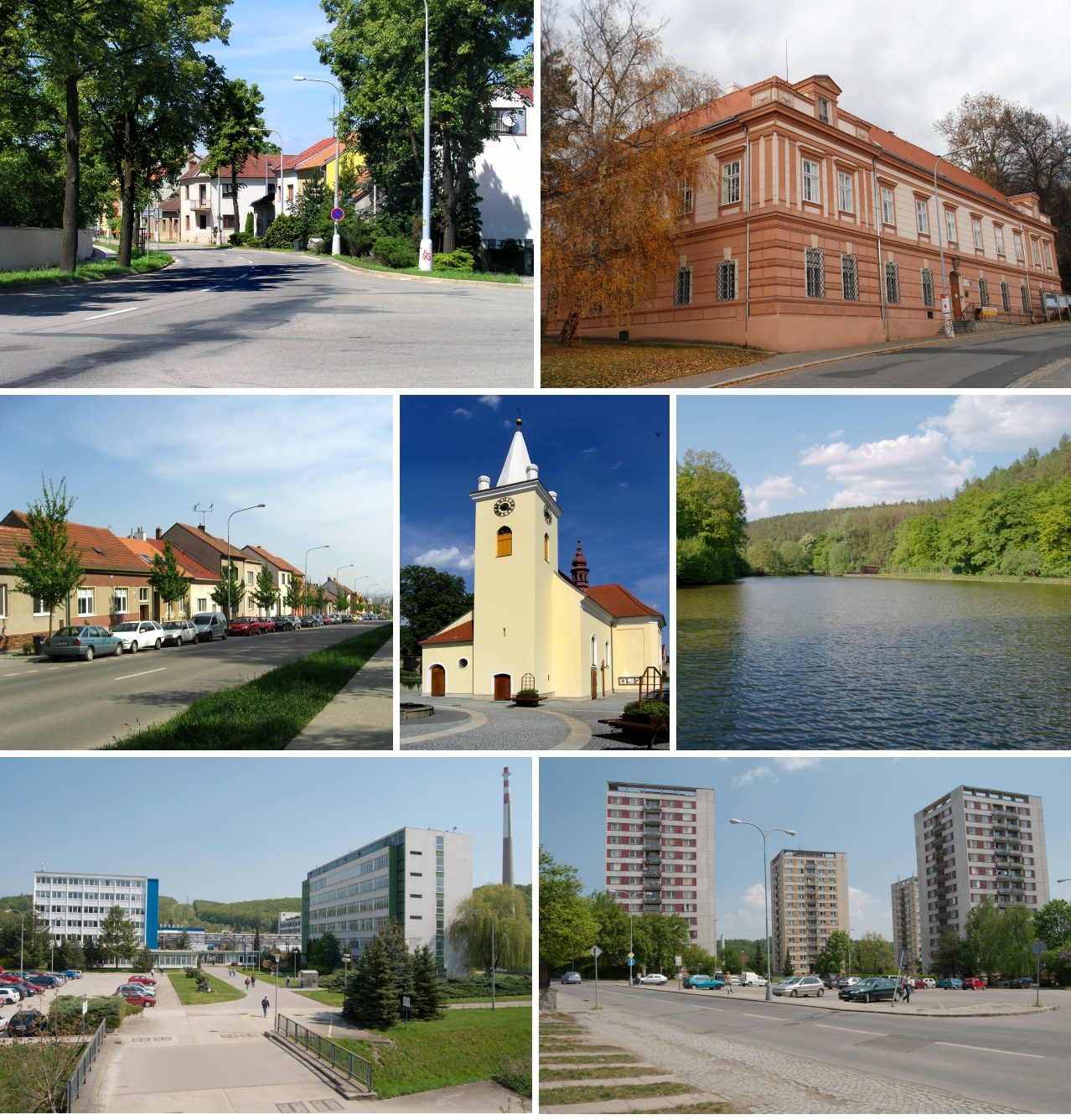

Rozkládající se na severu statutárního města Brna, nadmořská výška městské části kolísá v rozmezí 226–398 m n. m. Jižněji položená podstatně větší čtvrť Řečkovice má městský charakter, zatímco podstatně menší čtvrť Mokrá Hora je spíše vesnicí. Východ městské části pokrývají relativně rozsáhlé lesy.

#### Brno-Bohunice
| Části              | Bohunice |
| Počet obyvatel     | 14 683   |
| Katastrální výměra | 3,02 km² |

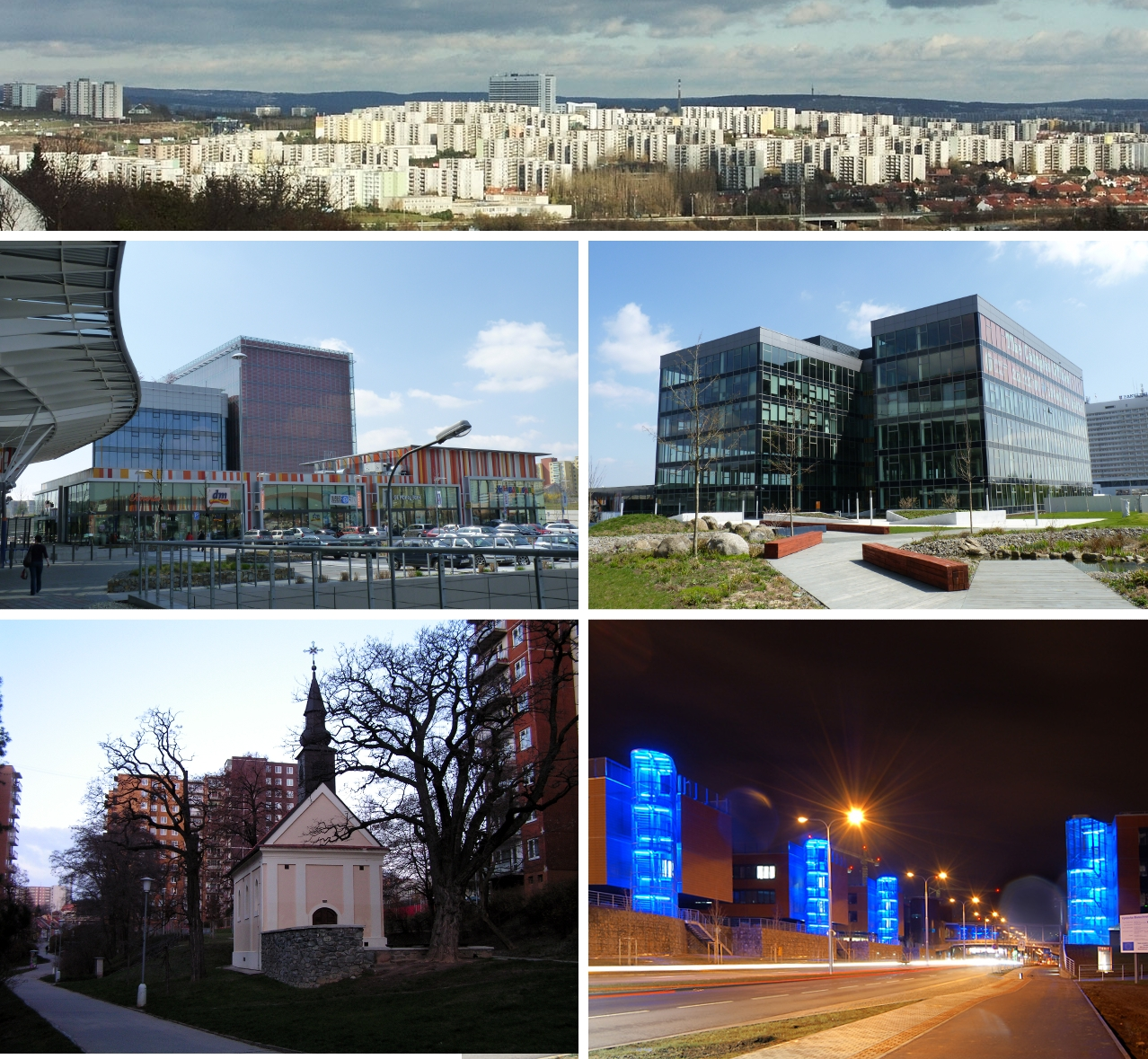

Bohunice mají spíše městský charakter a zvlněnou krajinu se znatelnými výškovými rozdíly v zástavbě městské části. Tvoří je rozsáhlé panelové sídliště, v jehož středu se nachází zástavba zbytku původní vesnice. Jižně od původní zástavby protéká říčka Leskava. Severně od sídliště se rozkládá přilehlý rozsáhlý areál zdejší fakultní nemocnice, který zasahuje i na území sousední městské části Brno-Starý Lískovec, a sousední vysokou zdí obehnaný areál zdejší vazební věznice. V nejzápadnější části katastru Bohunic je vybudována severní polovina obchodního centra Campus Square, jehož jižní polovina se nachází již v katastrálním území sousední městské části Brno-Starý Lískovec.

#### Brno-Vinohrady
| Části              | zčásti: Židenice, Maloměřice (malá část) |
| Počet obyvatel     | 13 361                                   |
| Katastrální výměra | 2,28 km²                                 |

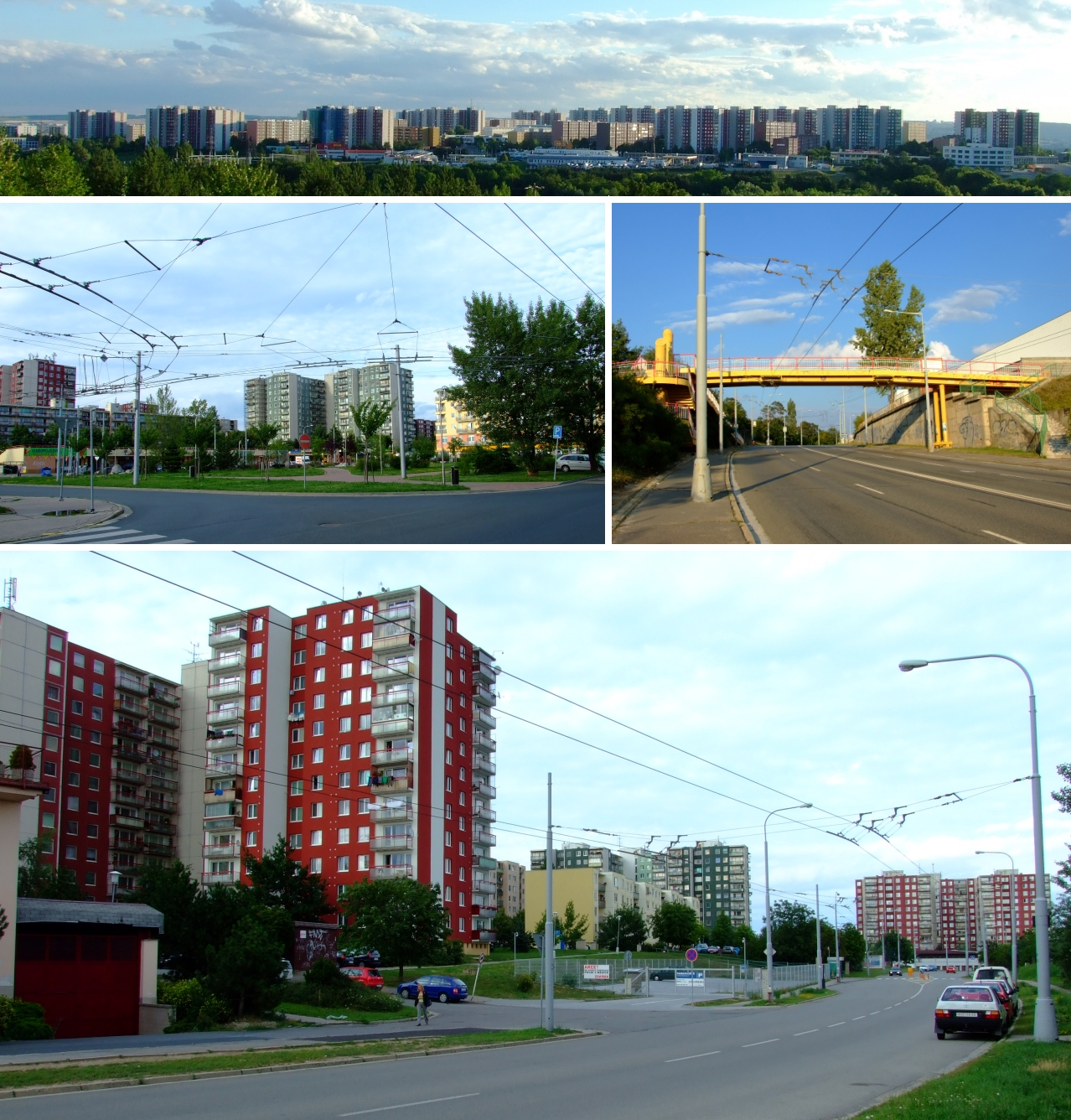

Drtivou většinu zástavby městské části tvoří asi 150 barevných panelových domů sídliště Vinohrady, rozkládajícího se na protáhlé vyvýšenině na jihu území městské části. Silueta sídliště je dobře viditelná z mnoha stran Brna. Téměř všechny ulice v této městské části jsou pojmenované podle obcí na jižní Moravě, střed sídliště tvoří Pálavské náměstí. Nejsevernějším a zároveň i nejvýchodnějším místem městské části jsou pozemky, na nichž stojí hotel Velká Klajdovka a přilehlá hájenka, nacházející se poblíž Hádů.

#### Brno-Starý Lískovec
| Části              | zčásti: Starý Lískovec (většina), Nový Lískovec (malá část) |
| Počet obyvatel     | 12 931                                                      |
| Katastrální výměra | 3,28 km²                                                    |

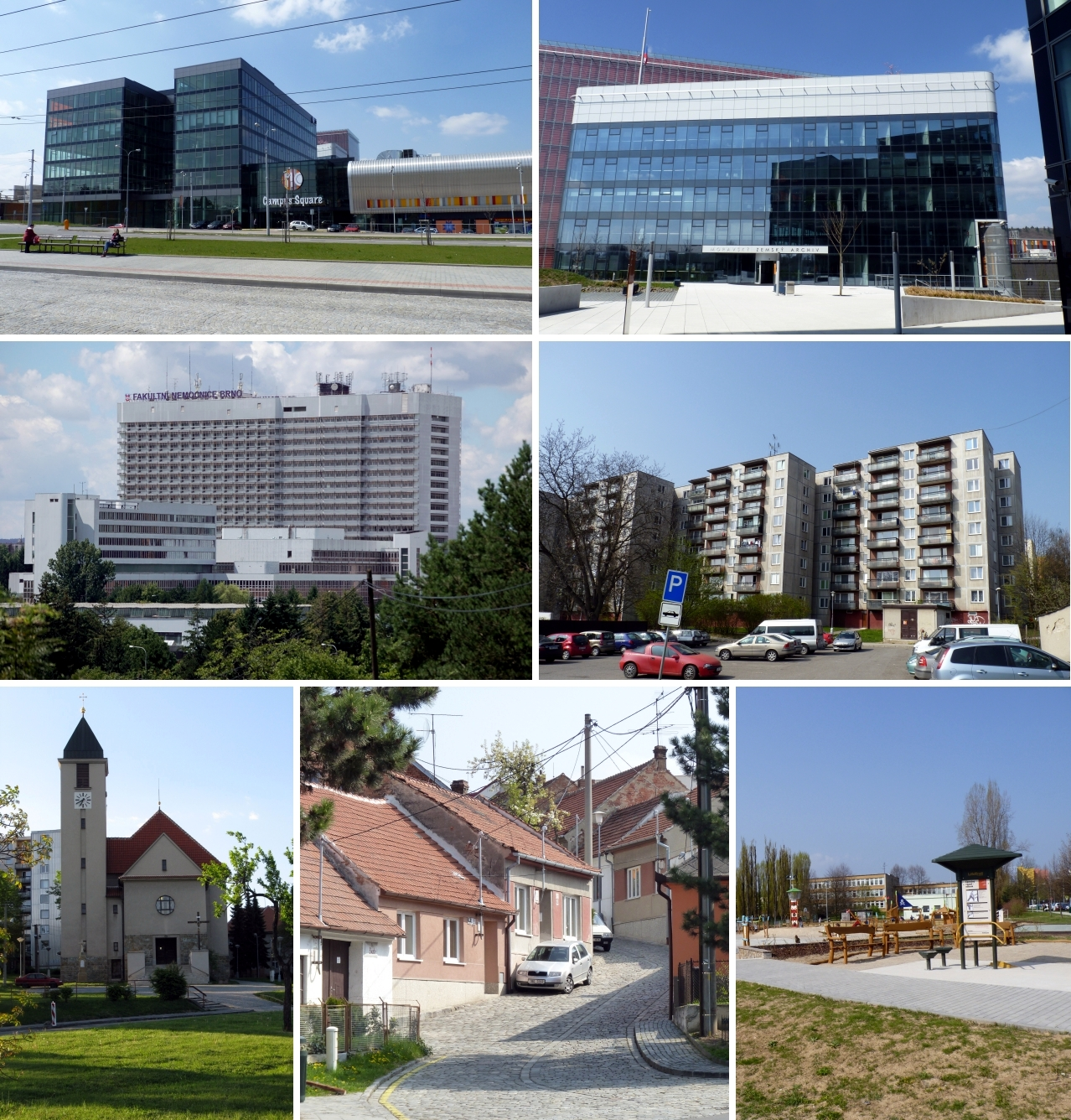

Zástavbu Starého Lískovce dnes tvoří převážně panelové domy postavené na konci 70. let severně a západně od vesnické rodinné zástavby původní obce. V nejsevernější části katastru Starého Lískovce se nachází nejnovější vícepatrová budova-poliklinika, starší nejvyšší budova v areálu s nápisem FAKULTNÍ NEMOCNICE BRNO a porodnice fakultní nemocnice Brno. Roku 2007 zde byla postavena nová budova Moravského zemského archivu, koncem roku 2008 zde pak bylo otevřeno i nové nákupní centrum Campus Square, které však zasahuje i do sousední městské části Brno-Bohunice.
Zámeček, je budova v Lískovci, nebyl nic jiného než starý panský hospodářský dvůr, který si v Lískovci zřídily starobrněnské cisterciačky a měly na něm vždy své správce panství, k němuž Starý Lískovec patřil. Nebyl to tedy soukromý majetek, tím se stal až po zrušení cisterciáckého kláštera v roce 1782, ale i náboženský fond i následní majitelé v něm vždycky viděli především hospodářské centrum.

#### Brno-Kohoutovice
| Části              | Kohoutovice, zčásti Pisárky (západní část), Jundrov (malá jižní část) |
| Počet obyvatel     | 12 621                                                                |
| Katastrální výměra | 4,09 km²                                                              |

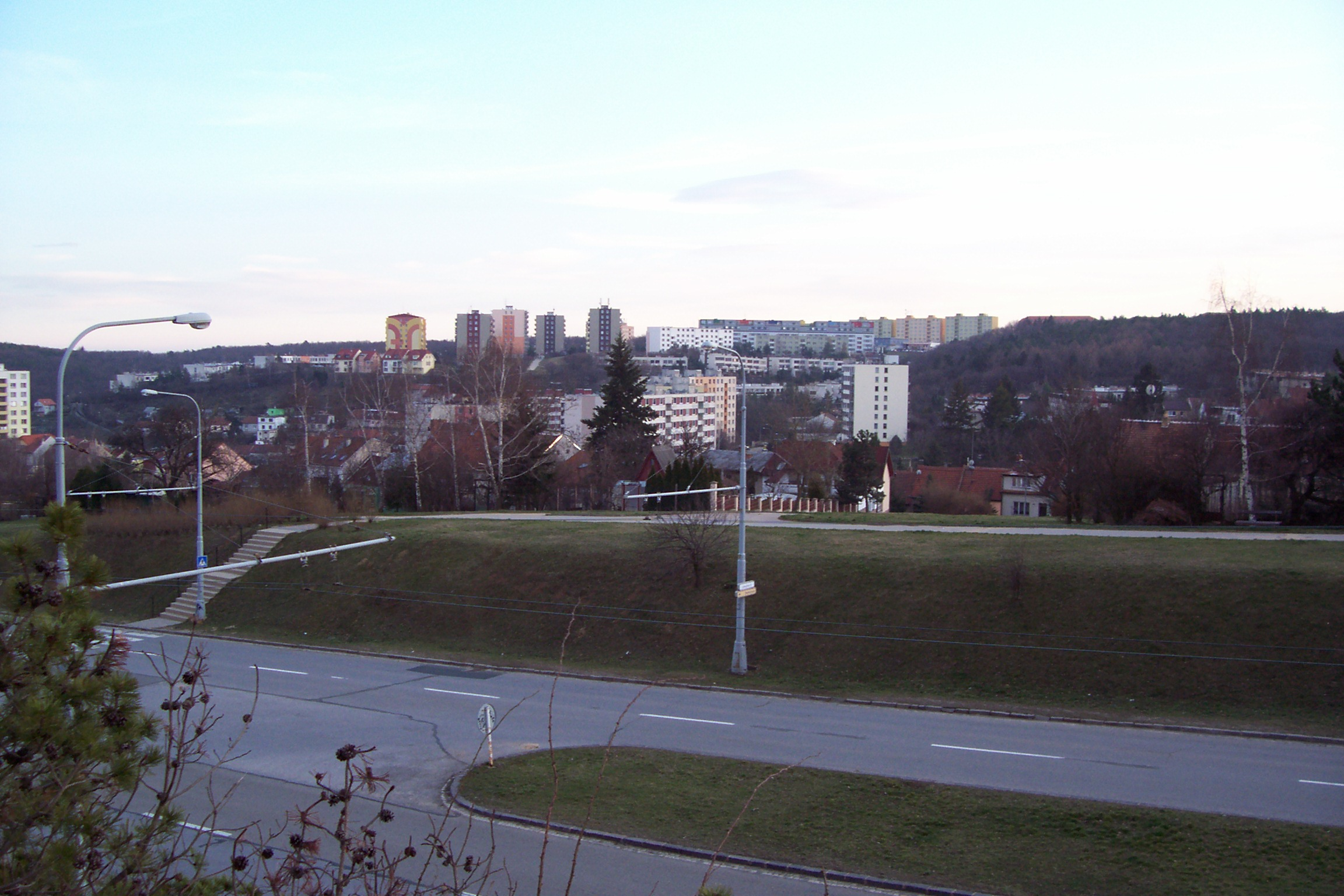

Povrch městské části, který je ze značné míry zalesněn, se od východu pozvolna zvedá, městskou částí protéká Kohoutovický potok. Tuto čtvrť tvoří níže položená relativně nevelká zástavba původní vesnice, jež je z důvodu značně členitého terénu obklopená nesouvislou zástavbou zdejšího panelového sídliště, které se nachází převážně na kopcích nad ní. Pisárecká část zástavby městské části je tvořena domy, které se až na jedinou výjimku nacházejí na severním svahu ulic Antonína Procházky a Libušino údolí, a několika panelovými domy přiléhajícími k severovýchodní části katastru Kohoutovic na jižní straně Libušina údolí, dále pak izolovanou jižněji položenou budovou zdejší myslivny. Zástavba jundrovské části katastru je tvořena chatami. Dominantou městské části, dobře viditelnou z mnoha částí Brna, je objekt zdejšího kohoutovického vodojemu, nacházející se v západní části katastrálního území Kohoutovice.

#### Brno-Nový Lískovec
| Části              | zčásti: Nový Lískovec (většina), Starý Lískovec (malá část) |
| Počet obyvatel     | 11 349                                                      |
| Katastrální výměra | 1,66 km²                                                    |

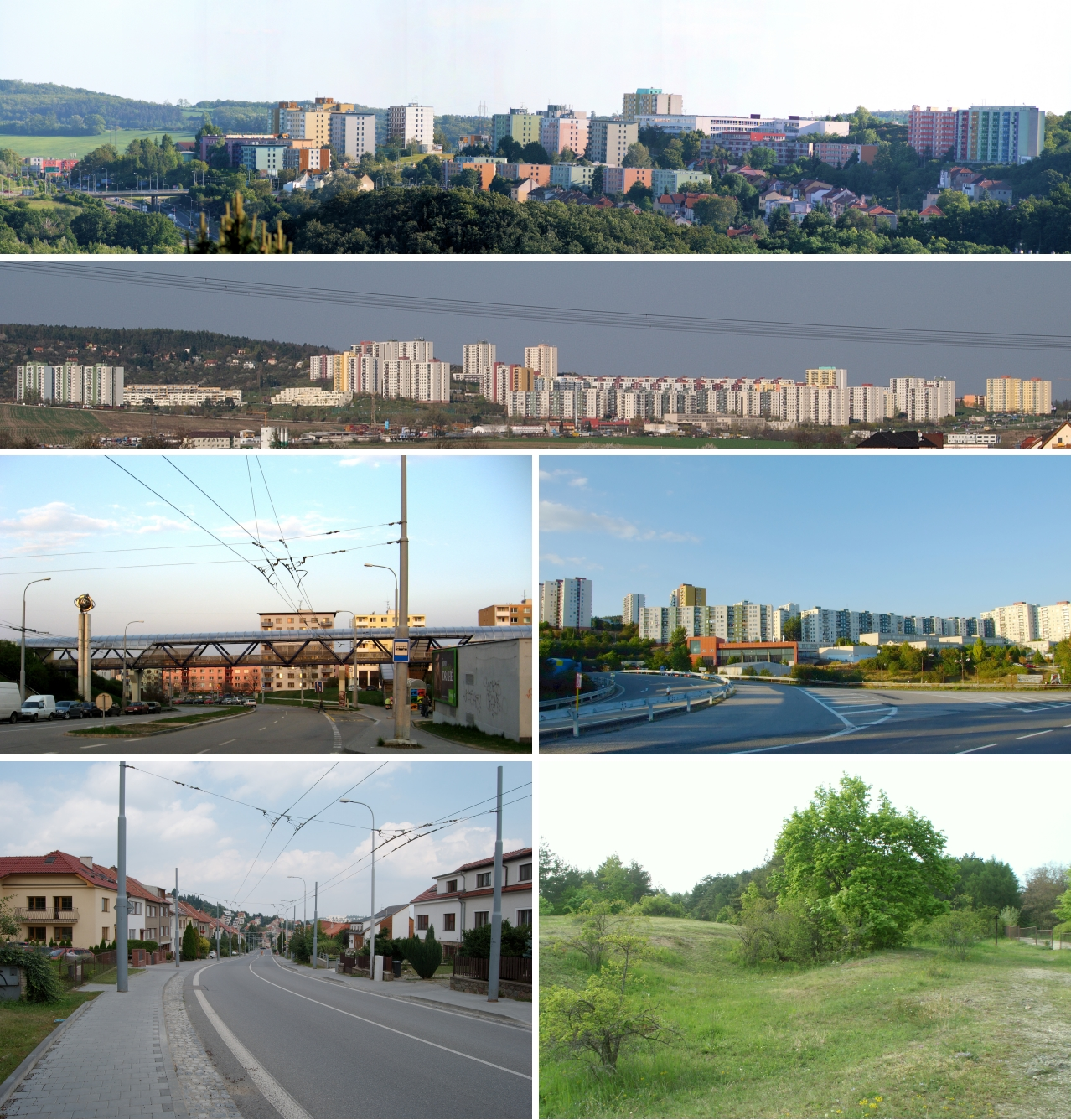

Nový Lískovec rozkládající se na úpatí Kamenného vrchu se skládá ze tří rozdílných částí, jimiž je severněji položený původní Nový Lískovec, skládající se převážně z rodinných domů, jižně položené panelové sídliště Nový Lískovec a jihozápadně položené panelové sídliště Kamenný Vrch. Nový Lískovec obecně patří k největším brněnským panelovým sídlištím. Na sever Nového Lískovce zasahuje přírodní rezervace Kamenný vrch.

### 5 až 10 tisíc obyvatel

#### Brno-jih
| Části              | Komárov, Horní Heršpice, Dolní Heršpice, Přízřenice, zčásti: Trnitá (jihovýchodní část) |
| Počet obyvatel     | 9 690                                                                                   |
| Katastrální výměra | 12,77 km²                                                                               |

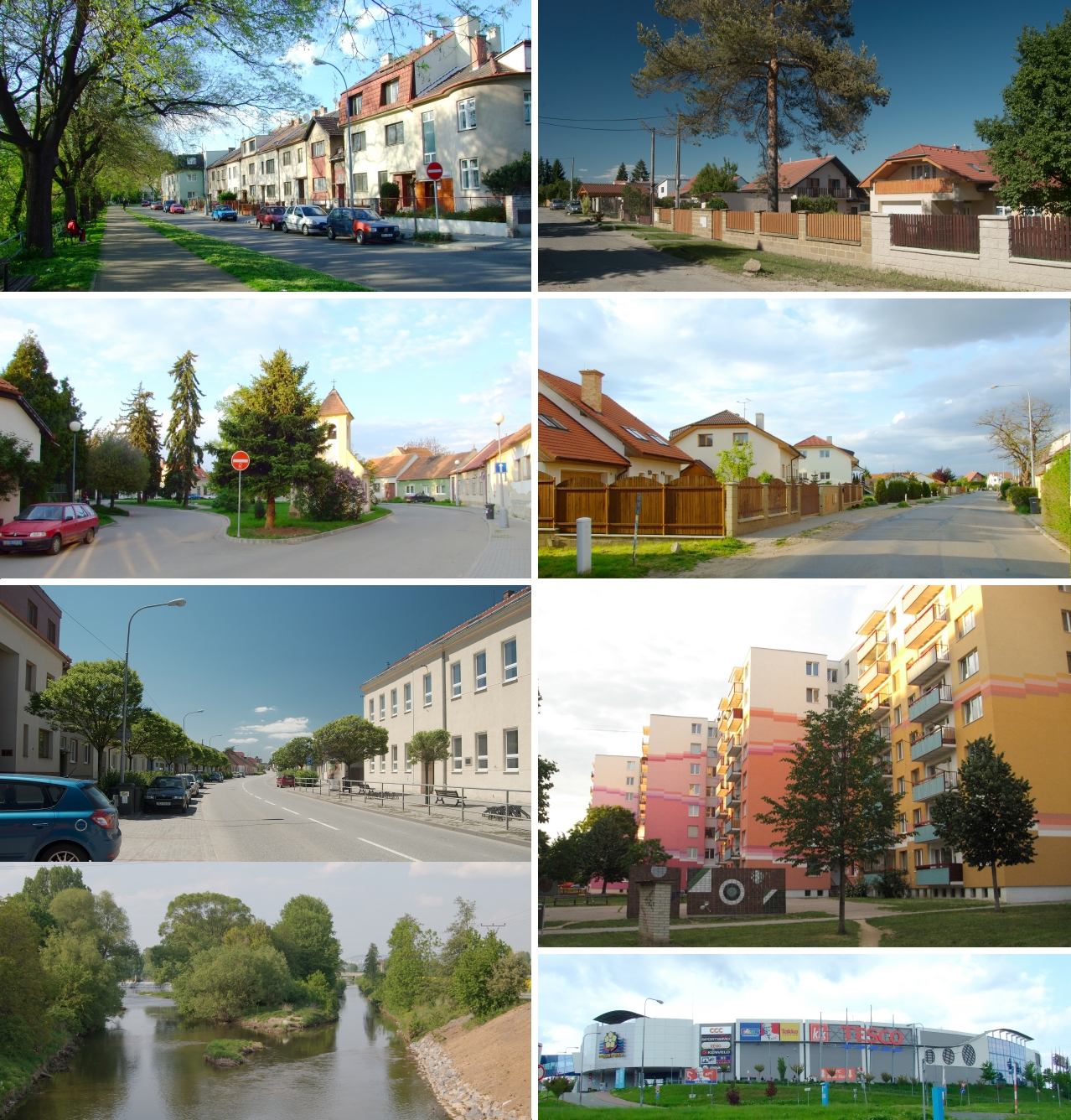

Původní části Dolních Heršpic a Přízřenic si dosud zachovávají vesnický charakter a zároveň představují jedny z nejzachovalejších vesnických celků na území moderního Brna. Horní Heršpice, Komárov a Trnitá mají pro změnu spíše městský charakter. Na západě území městské části se podél Vídeňské ulice nachází významná obchodně průmyslová zóna. Na různých místech městské části se nacházejí také významná obchodní centra Futurum a Avion Shopping Park Brno. Městskou částí prochází i několik důležitých dopravních tepen. Jedná se především o dálnice D1 a D2, a rychlostní komunikaci E461.

#### Brno-Slatina
| Části              | Slatina  |
| Počet obyvatel     | 9 360    |
| Katastrální výměra | 5,83 km² |

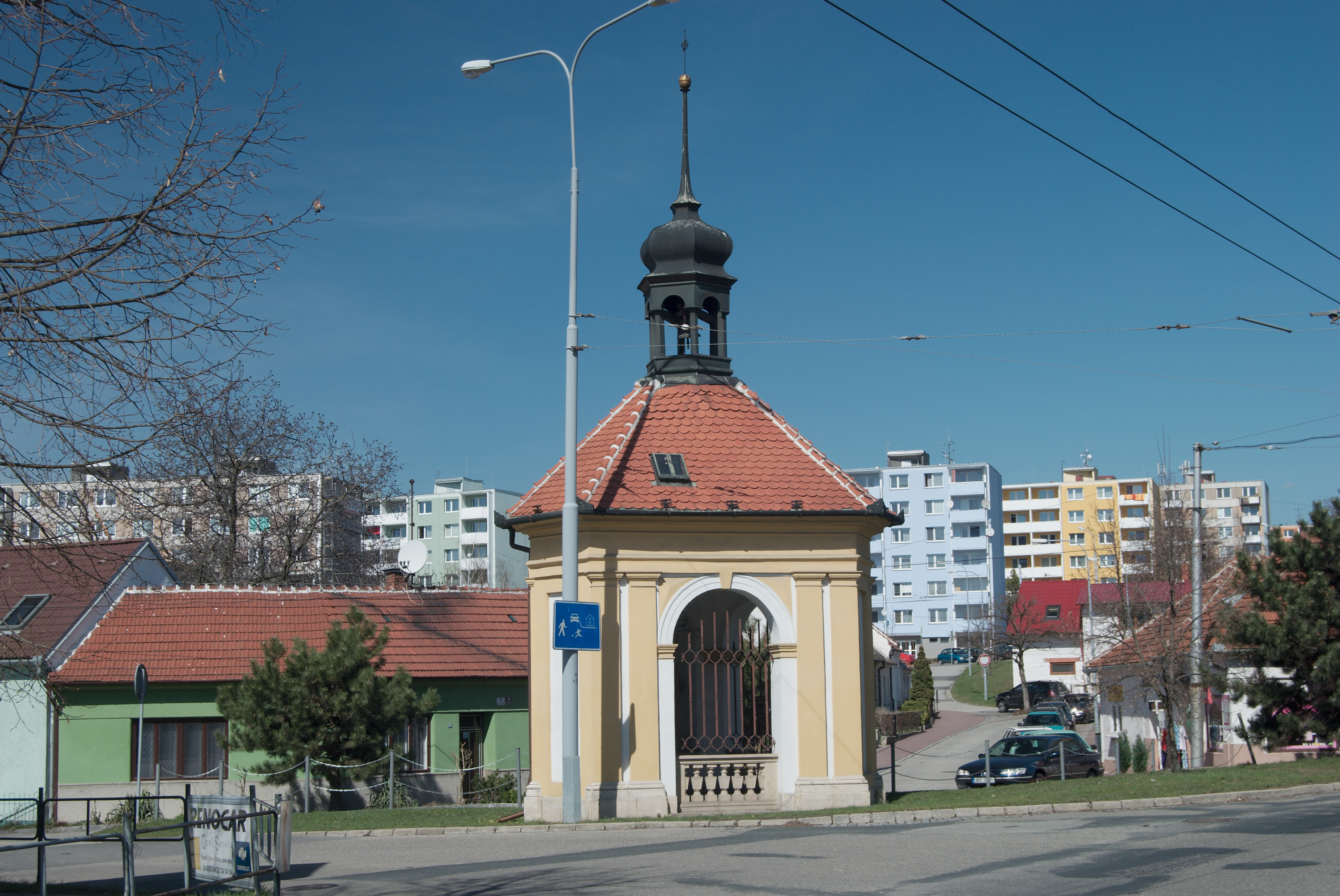

Přestože má Slatina městský charakter, má dosud stále velice dobře zachované původní vesnické jádro, nacházející se přibližně uprostřed území městské části. Jihem území městské části prochází od jihovýchodu k západu Vlárská železniční trať, na níž se zde nachází nádraží. Podél trati a Řípské ulice se rozkládá velká průmyslová oblast, sousedící se zdejšími kasárnami. Na samém jihozápadě katastru Slatiny se rozkládají Švédské valy. Jihem území městské části prochází dálnice D1. Nejsevernější část území městské části je archeologicky významná Stránská skála.

#### Brno-Černovice
| Části              | Černovice |
| Počet obyvatel     | 8 024     |
| Katastrální výměra | 6,29 km²  |

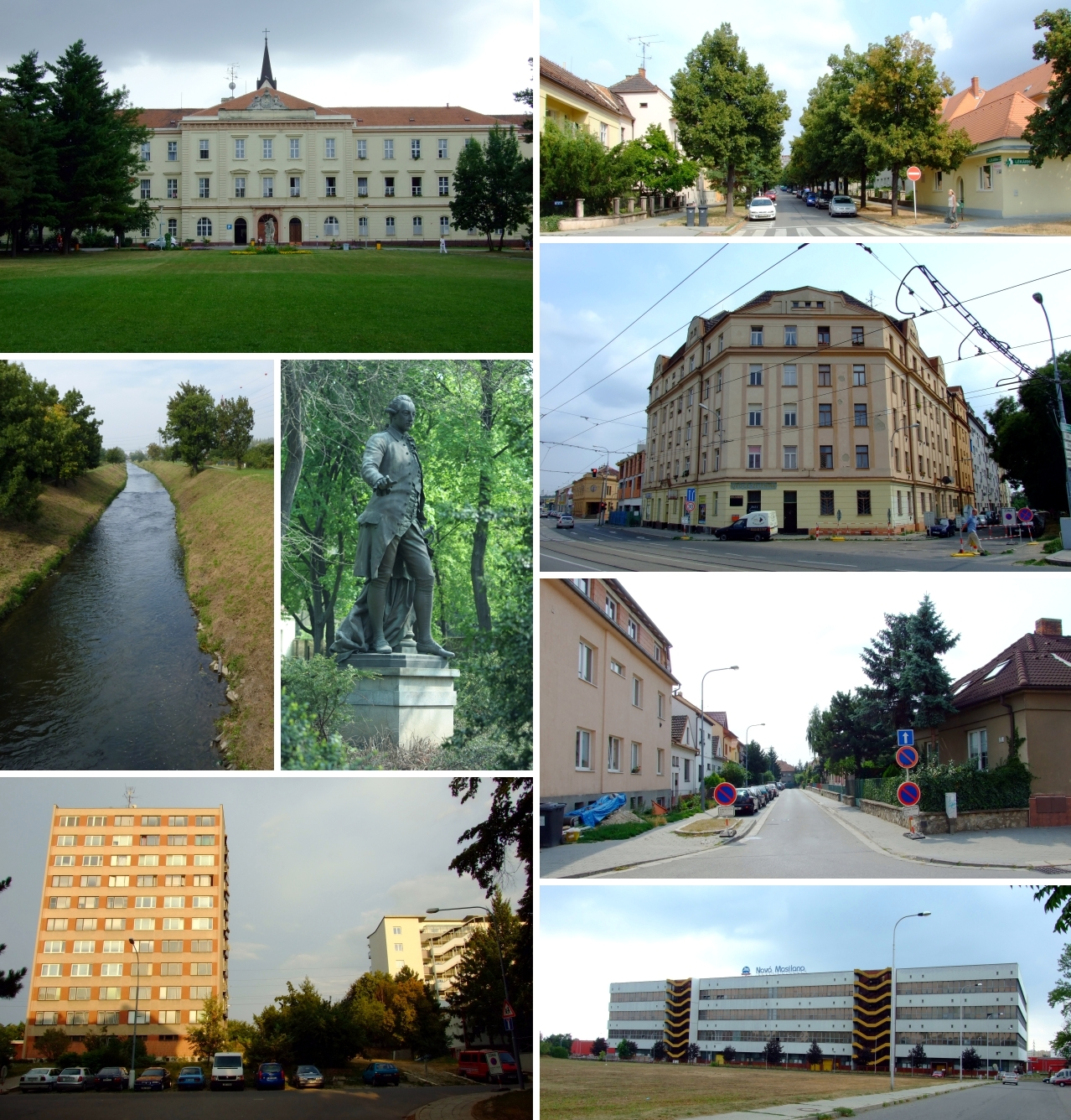

Černovice se skládají z menších Starých a větších Nových Černovic, mezi kterými se nedaleko budovy zdejšího textilního kombinátu Nová Mosilana nachází areál zdejší psychiatrické nemocnice. Zatímco Nové Černovice mají městský charakter s převážně prvorepublikovými domy, mají Staré Černovice vesnický charakter. Původně převážně zemědělsky a zahrádkářsky zaměřené Černovice se ve svých okrajových částech mění v současnosti v průmyslovou čtvrť. Příkladem může být i změna bývalého černovického letiště v mediálně známou průmyslovou oblast Černovické terasy. Rozporuplnost tohoto území dokládá vcelku blízké sousedství brněnské městské skládky Černovice a malého kousku původní přírodní krajiny Černovický hájek (dnes však již k Černovicím nenáleží).

#### Brno-Komín
| Části              | Komín    |
| Počet obyvatel     | 7 457    |
| Katastrální výměra | 7,60 km² |

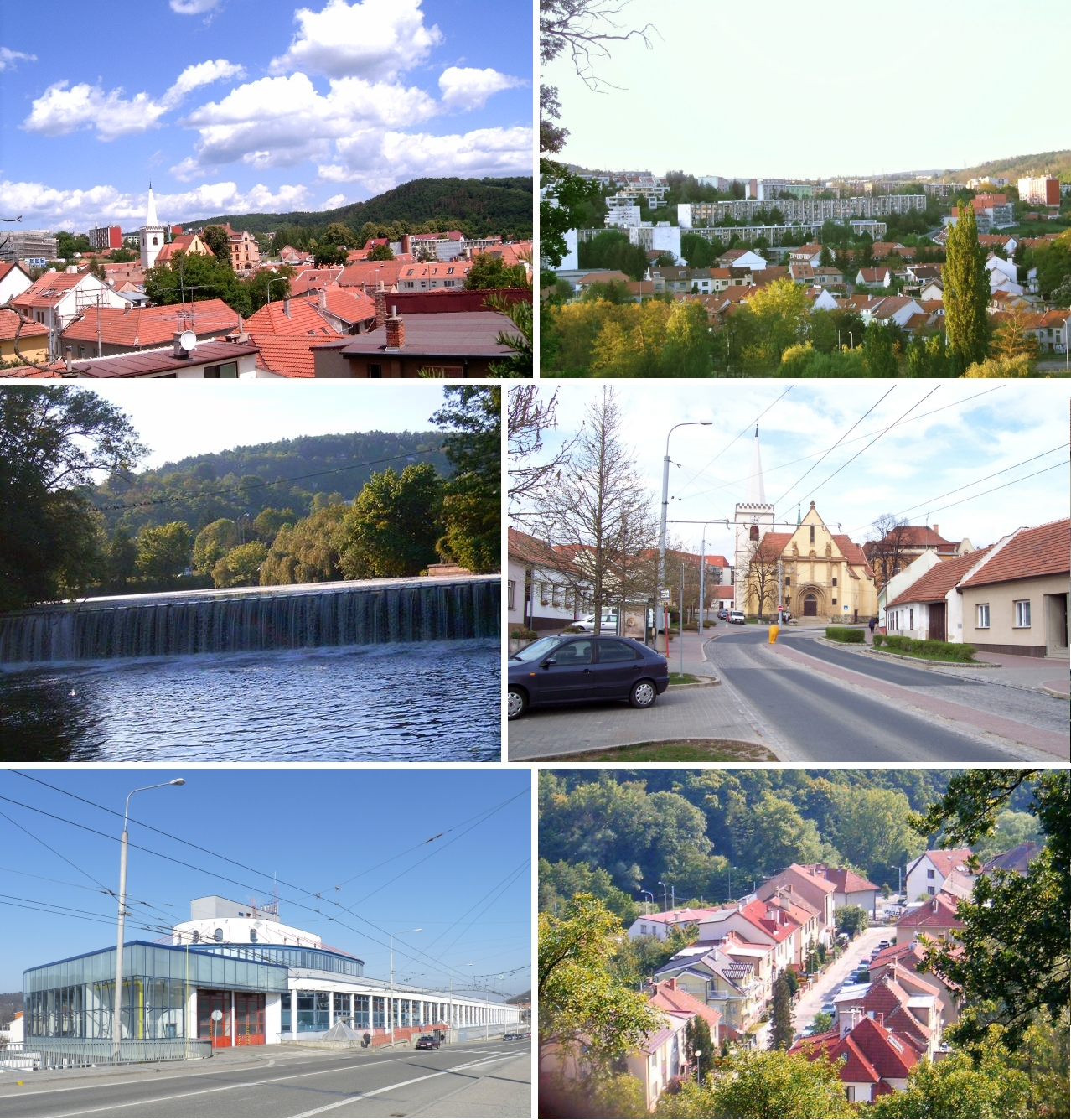

Komín je bývalá obec od roku 1919 připojená k Brnu, městská čtvrť a katastrální území a také městská část Brna rozkládající se po obou stranách řeky Svratky. Je zde evidováno 43 ulic, 2 225 adres.

#### Brno-Medlánky
| Části              | Medlánky |
| Počet obyvatel     | 5 898    |
| Katastrální výměra | 3,51 km² |

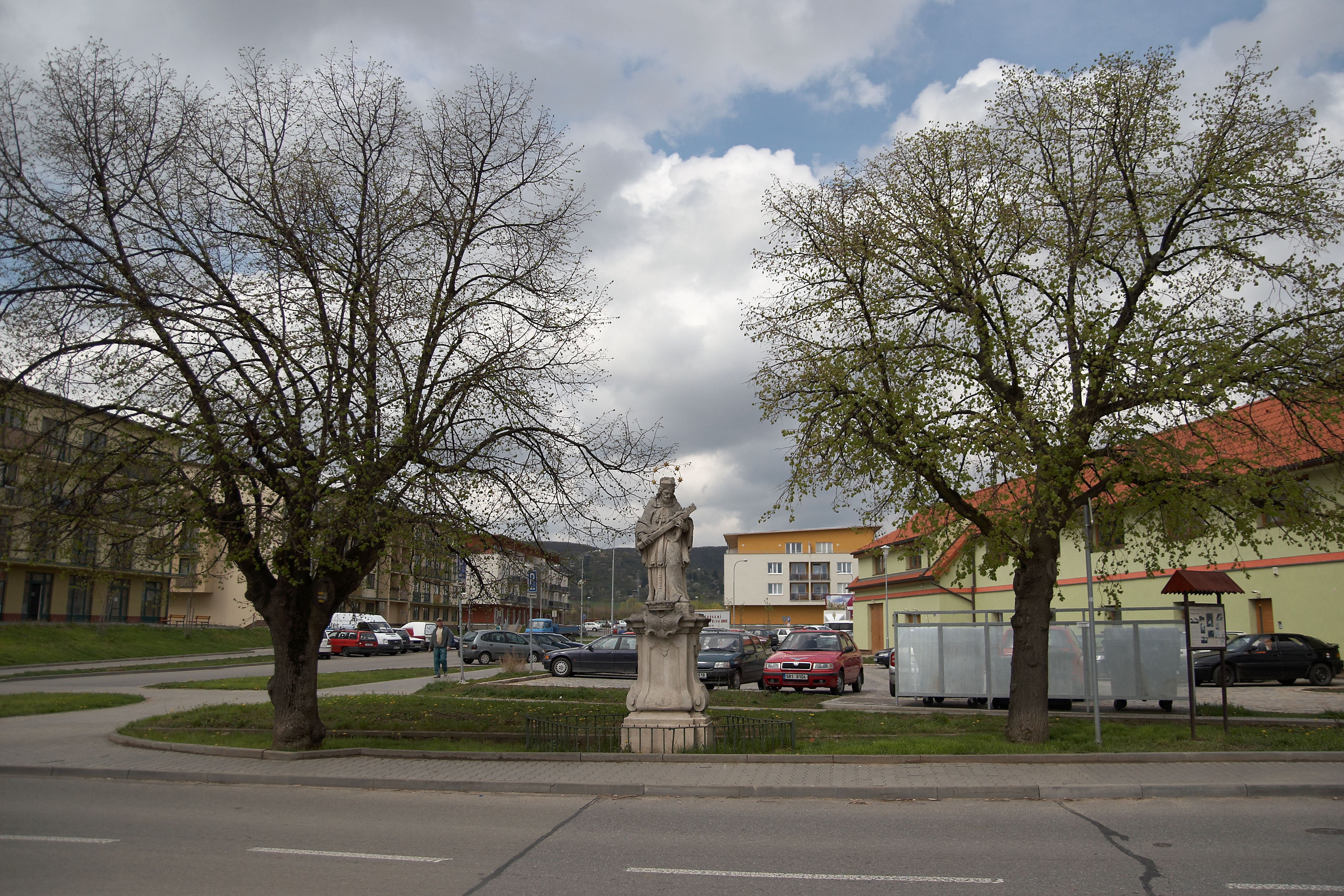

Medlánky jsou bývalá obec, dnes (v poněkud odlišných hranicích) katastrální území, městská čtvrť a také městská část rozkládající se na severu statutárního města Brna v těsném sousedství s Řečkovicemi. V katastru městské části se nachází aeroklubové letiště, převážně s provozem kluzáků.

#### Brno-Tuřany
| Části              | Tuřany, Brněnské Ivanovice, Dvorska, Holásky |
| Počet obyvatel     | 5 674                                        |
| Katastrální výměra | 17,84 km²                                    |

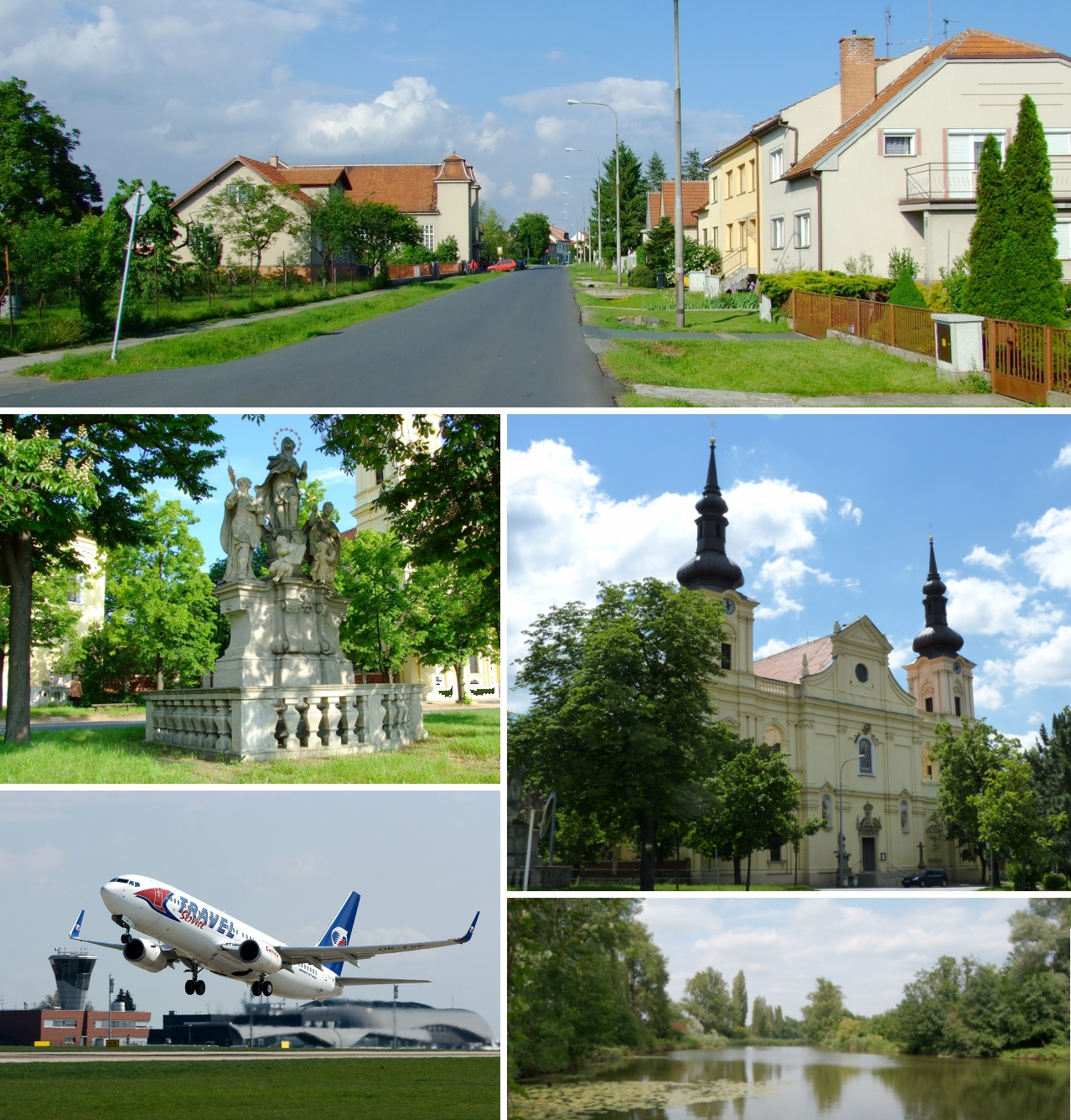

Městská část se rozkládá na jihovýchodě města na levém (východním) břehu řeky Svitavy, přičemž západní hranice této městské části prochází naopak po pravém (západním) břehu řeky. Z památek je známý kostel zvěstování Panny Marie, který se nachází v historickém jádru Tuřan a zároveň tvoří z některých ulic dobře viditelnou dominantu této čtvrti. Na západě území městské části Brno-Tuřany se rozkládají také tři chráněná území. Jednak relativně velká přírodní rezervace Černovický hájek, a také přírodní památky Holásecká jezera a Rájecká tůň. Na východě území městské části se nachází brněnské mezinárodní letiště Airport Brno.

#### Brno-Maloměřice a Obřany
| Části              | Obřany, zčásti: Maloměřice (většina) |
| Počet obyvatel     | 5 621                                |
| Katastrální výměra | 9,36 km²                             |

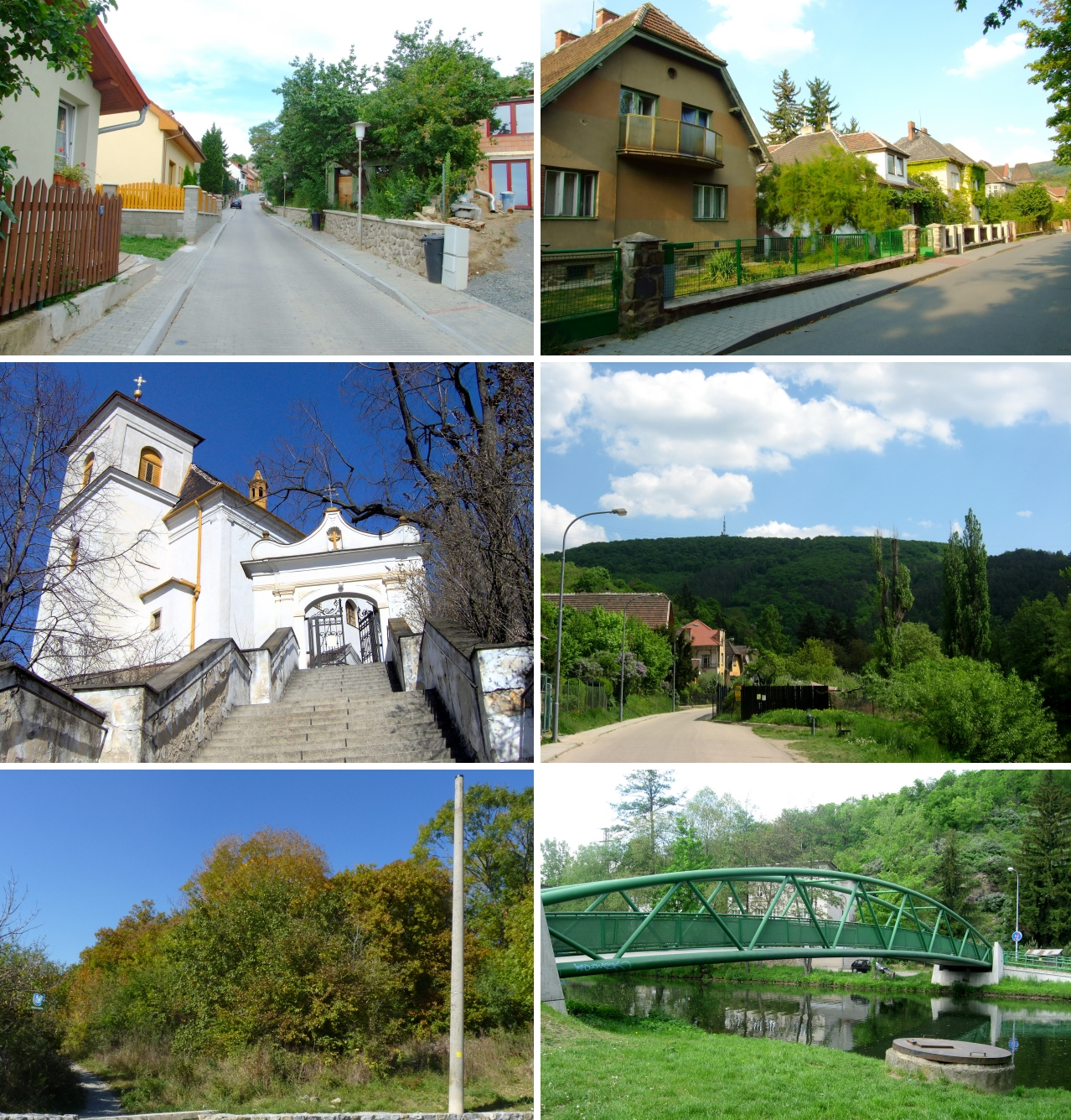

Rozkládající se po obou březích řeky Svitavy nedaleko Hádů. Městská část vznikla 24. listopadu 1990 a skládá se z celého katastrálního území Obřany a téměř celého katastrálního území Maloměřice (k této části Maloměřic náleží od konce 60. let 20. století také někdejší severní exkláva bývalé obce Juliánova, jíž je dnešní ulice Baarovo nábřeží). Katastrální hranice mezi oběma čtvrtěmi, které do roku 1919 tvořily samostatné obce probíhá středem řeky Svitavy a Mlýnského náhonu. Severovýchodně od Obřan se, již mimo území Brna, nachází také hrad Obřany. Pro účely senátních voleb je území městské části Brno-Maloměřice a Obřany zařazeno do volebního obvodu číslo 58.

### Malé městské části, pod 5 tisíc obyvatel

#### Brno-Jundrov
| Části              | zčásti: Jundrov (téměř celý), Pisárky (jen ZSJ Výšina) |
| Počet obyvatel     | 4 132                                                  |
| Katastrální výměra | 4,15 km²                                               |

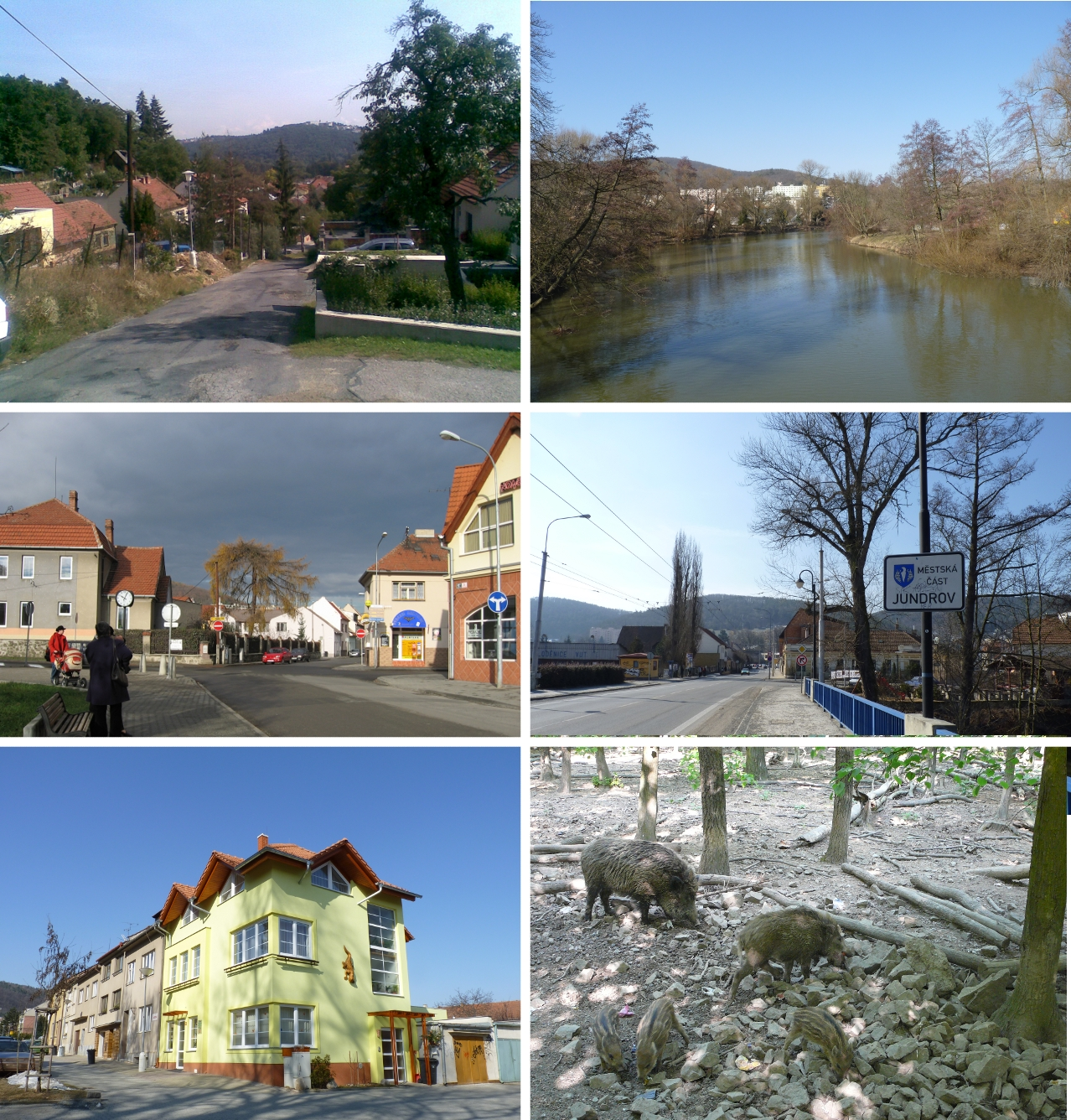

Povrch městské části, která patří k nejklidnějším částem Brna, se pozvolna zvedá od hladiny řeky Svratky na východě a severu až k západněji položeným zalesněným kopcům nad jundrovským sídlištěm, které městské části dominují. Většina ulic je pojmenována po stromech a keřích (Dubová, Březová, Jasanová, Sosnová, Šeříková aj.), menšina pak po osobnostech moravských – Optátova (Václav Beneš Optát), Pivoňkova (Alois Pivoňka), slovenských – Nálepkova (kapitán Ján Nálepka) nebo českých – Gellnerova (František Gellner), Tyršovo návrší (Miroslav Tyrš).
V Jundrově sídlí obecní Mateřská škola Dubová, Základní škola Jasanová, Soukromá mateřská a základní škola Rozmarýnová a soukromá vysoká škola Akademie STING. Především jundrovským občanům slouží kaple Pána Ježíše v Getsemanech, která stojí za řekou Svratkou na katastru Žabovřesk.

#### Brno-Chrlice
| Části              | Chrlice |
| Počet obyvatel     | 3 722   |
| Katastrální výměra | 9,5 km² |

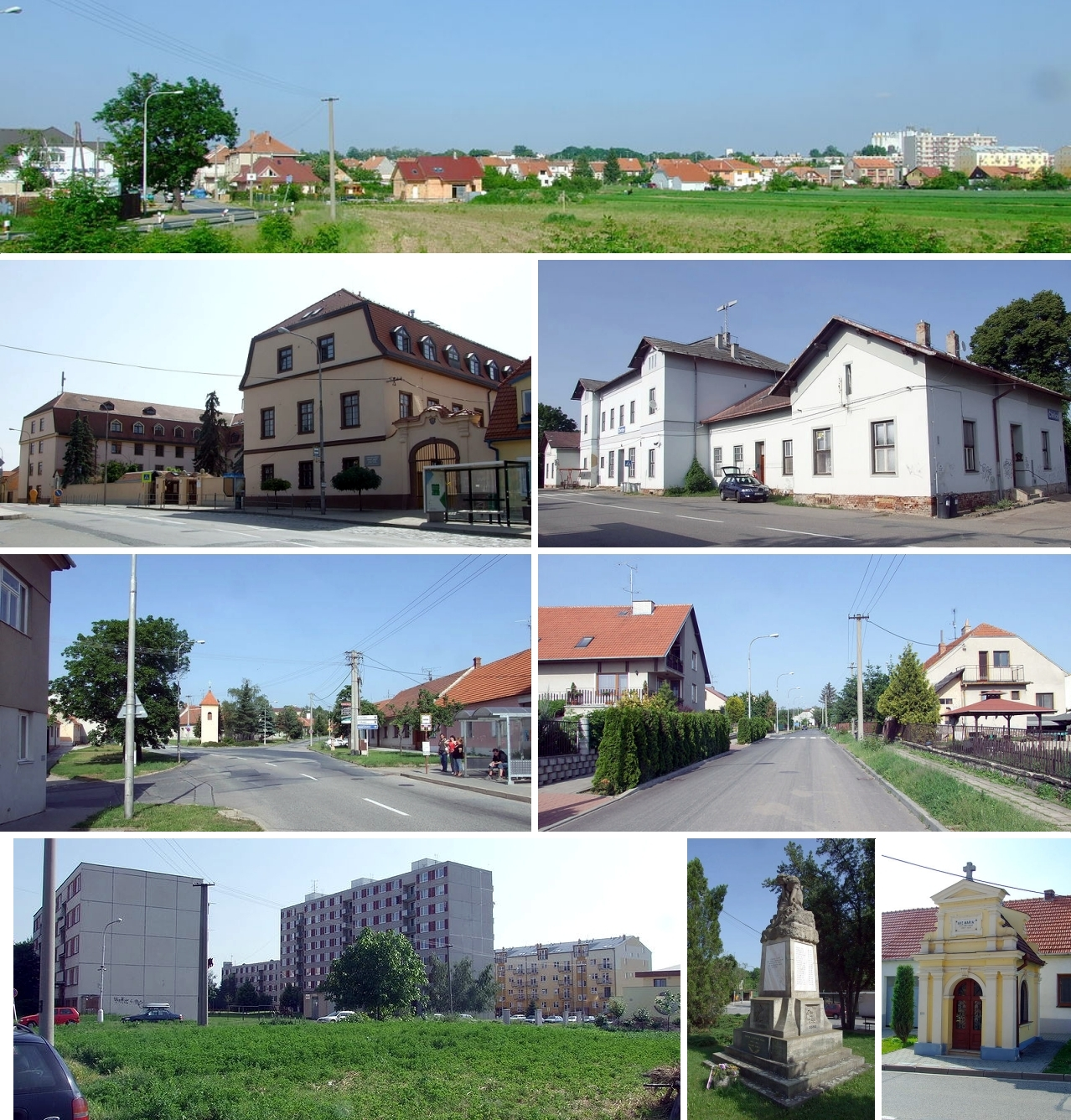

Chrlice leží na levém (východním) břehu Svratky. Chrlice mají v podstatě charakter velké vesnice, který je však narušen menším panelovým sídlištěm, a především z jihu a západu dobře viditelnými vysokými zařízeními zdejšího průmyslového areálu. Mimo chrlický intravilán se rozkládají rozsáhlé plochy orné půdy, které vyplňují většinu chrlického katastru. Chrlice patří do oblasti T2 – nejsušší a nejteplejší oblast České republiky. V Chrlicích je velice mnoho různých společenských organizací. Např. Sbor dobrovolných hasičů, TJ Sokol, Vinařský spolek, Spolek pro zachování kulturních tradic, Klub žen, Fotbalový klub SK Chrlice, Automotoklub, Tenisový klub a mnoho dalších. V centru Chrlic, na náměstí, jehož bezprostřední okolí tvoří nejstarší část obce, se nachází budova bývalého zámku.

#### Brno-Žebětín
| Části              | Žebětín  |
| Počet obyvatel     | 3 577    |
| Katastrální výměra | 13,6 km² |

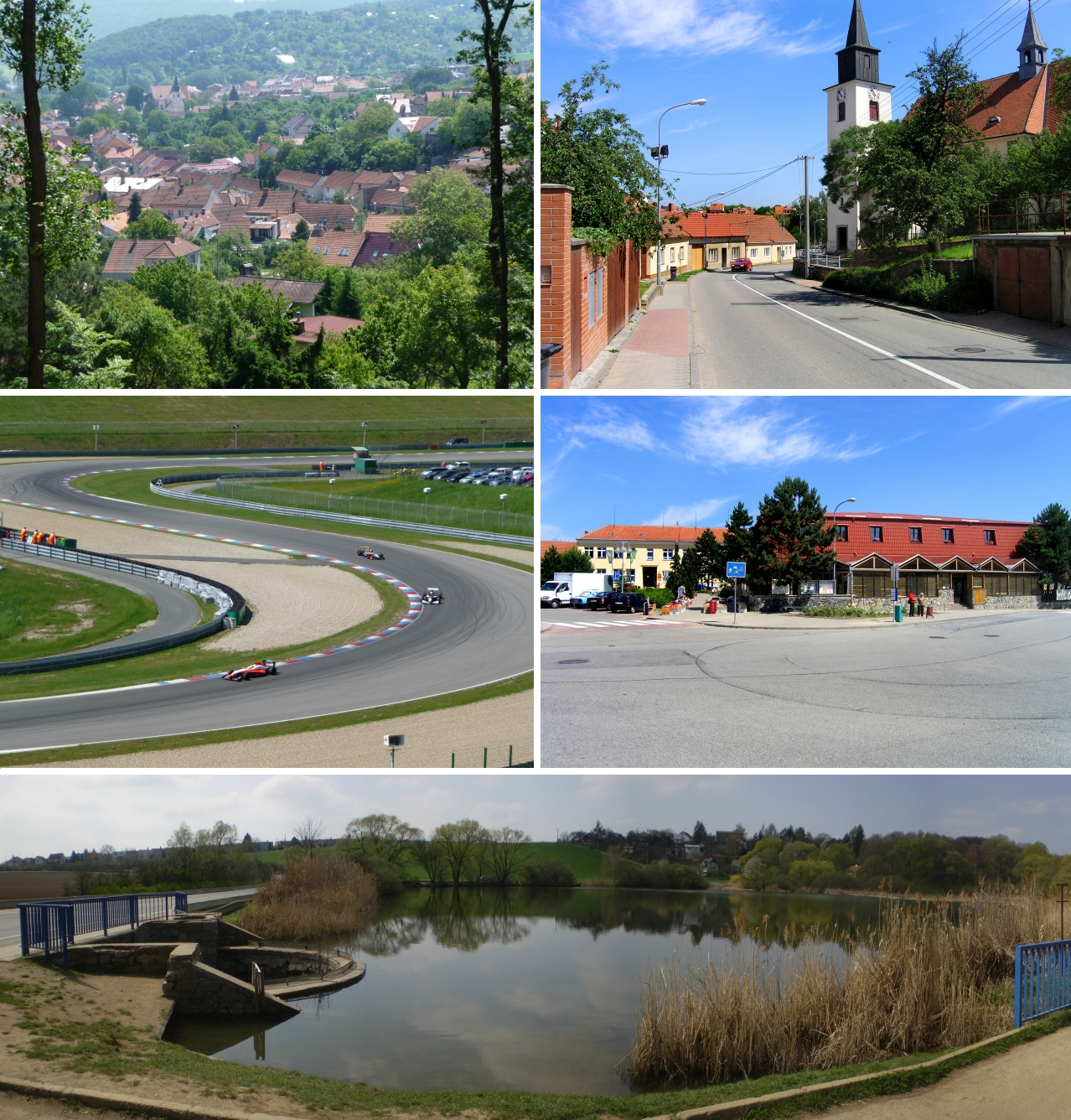

Žebětín je bývalá obec, městská čtvrť, katastrální území a městaská část Brna. Rozkládá se 9 km západně od centra města v blízkosti Masarykova okruhu a má charakter velké vesnice.
Pro účely senátních voleb je území městské části Brno-Žebětín zařazeno do volebního obvodu číslo 55.

#### Brno-Bosonohy
| Části              | Bosonohy |
| Počet obyvatel     | 2 457    |
| Katastrální výměra | 7,15 km² |

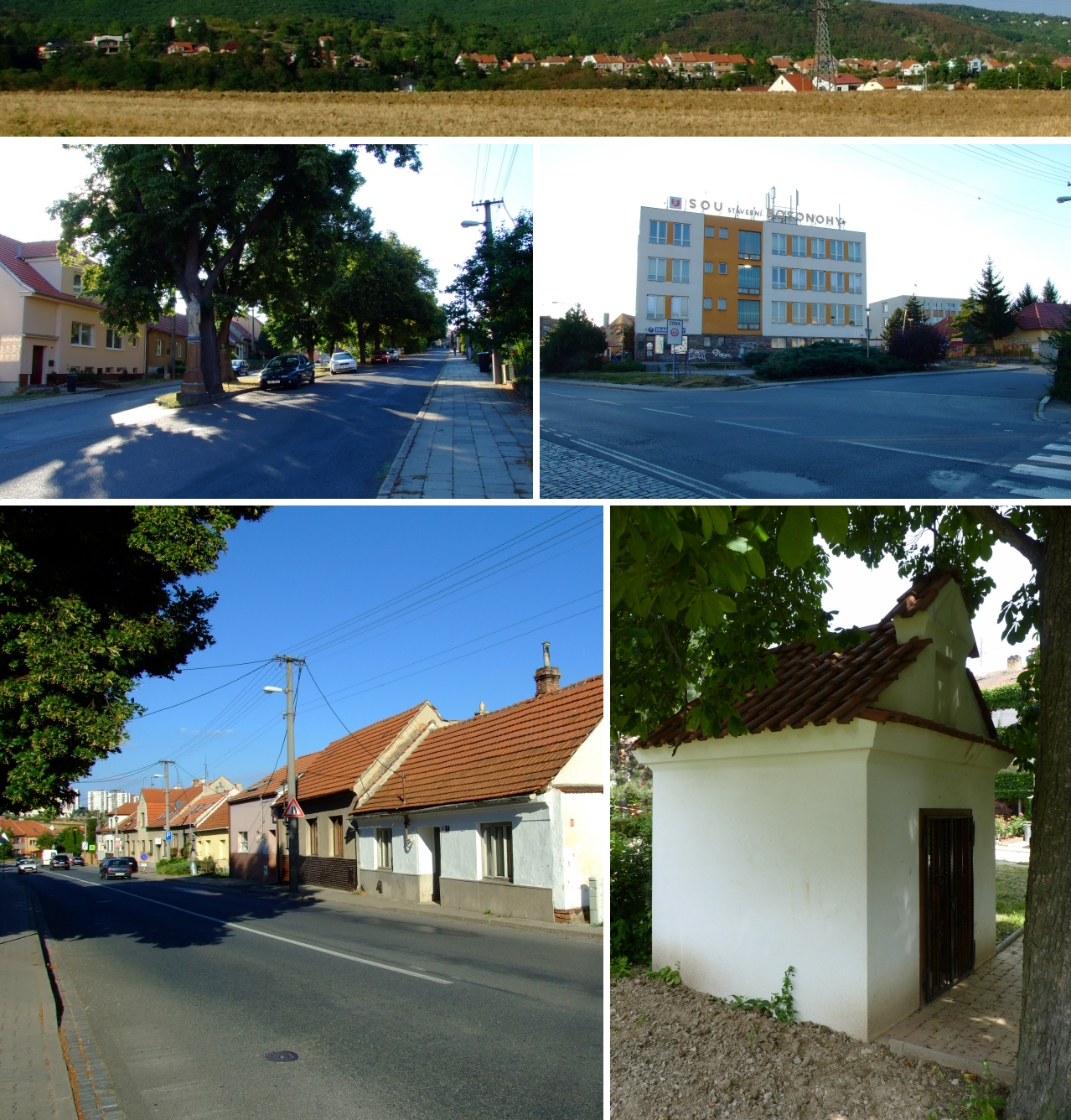

Bosonohy jsou bývalá obec, dnes katastrální území a také městská část na jihozápadě statutárního města Brna, Bosonohy si dodnes zachovávají charakter větší vesnice.

#### Brno-Ivanovice
| Části              | Ivanovice |
| Počet obyvatel     | 1 746     |
| Katastrální výměra | 2,45 km²  |

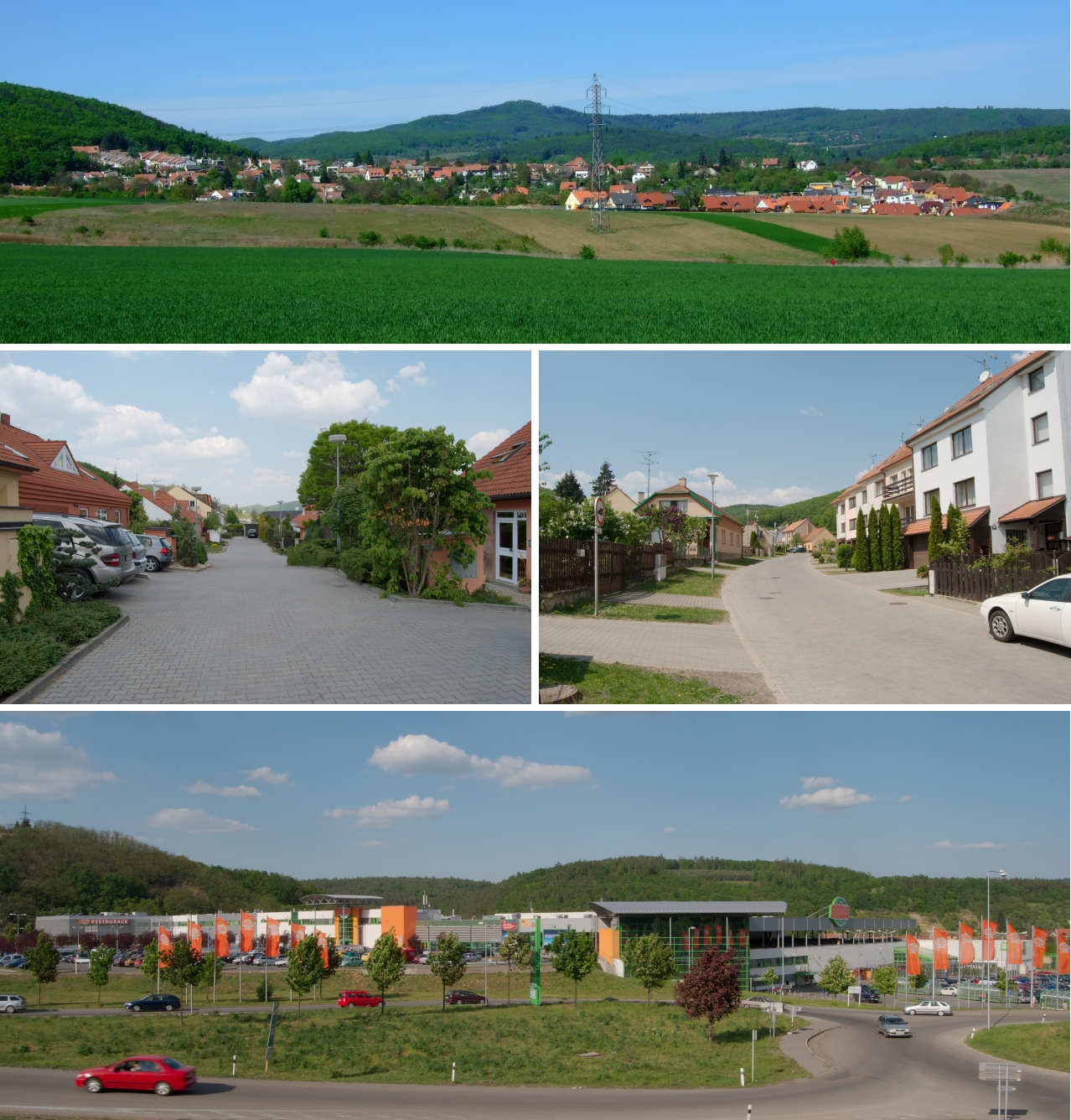

Rozkládají se na severním okraji statutárního města Brna západně od železniční tratě z Brna do Prahy, při východním okraji zalesněných kopců Přírodního parku Baba. K Brnu byla obec Ivanovice u Brna připojena 26. listopadu 1971. Ivanovice mají dodnes vesnický charakter. Od 70. let 20. století dochází v Ivanovicích k rozvoji rodinné zástavby, která na přelomu 20. a 21. století dosáhla k severní hranici katastru, kde na ni plynule navazuje rodinná zástavba sousední obce Česká. Zde na severu Ivanovic se v současnosti (květen 2009) nacházejí již tři ulice (Fedrova, Ivanovických legionářů a Lysická), které jsou od ostatních ulic oddělené uzamykatelnými vraty. Jsou obývány sociálně silnými vrstvami. Tato jejich segregace vede k nevraživosti mezi jimi a starousedlíky, ale také způsobuje kritické problémy například při příjezdu sanitek či hasičů.[1]

#### Brno-Jehnice
| Části              | Jehnice  |
| Počet obyvatel     | 1 102    |
| Katastrální výměra | 4,07 km² |

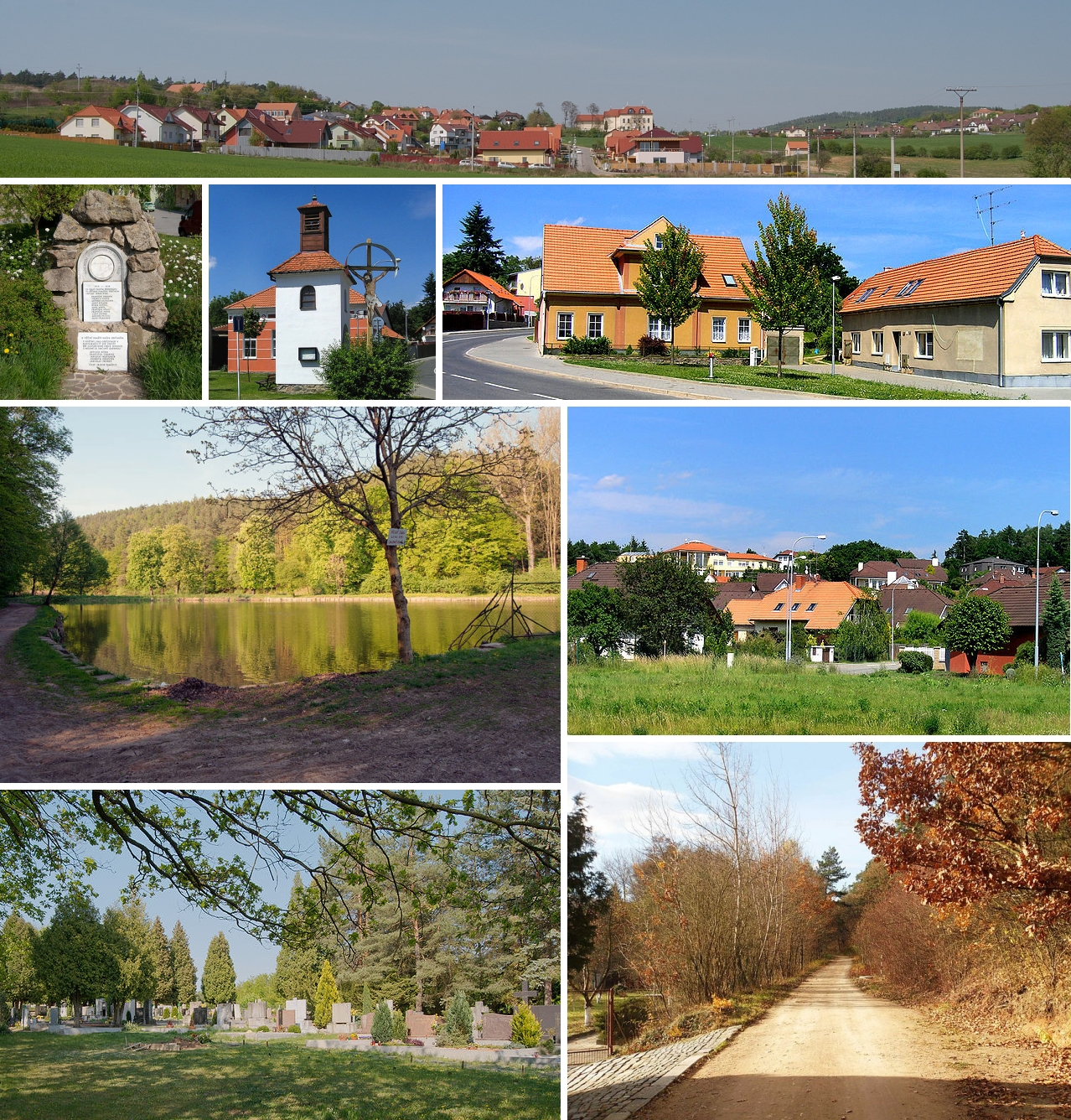

Jehnice mají charakter velké vesnice, jíž protéká Jehnický potok, vlévající se na západě katastru městské části do potoka Ponávky, jenž západním okrajem katastru městské části protéká od severu k jihu a napájí zde svojí vodou tři rybníky. Především na jižním a jihovýchodním okraji jehnického intravilánu dochází v posledních letech k rozvoji výstavby a vzniklo zde několik nových ulic s řadou moderních úhledných rodinných domků.

#### Brno-Kníničky
| Části              | Kníničky  |
| Počet obyvatel     | 1 006     |
| Katastrální výměra | 10,92 km² |

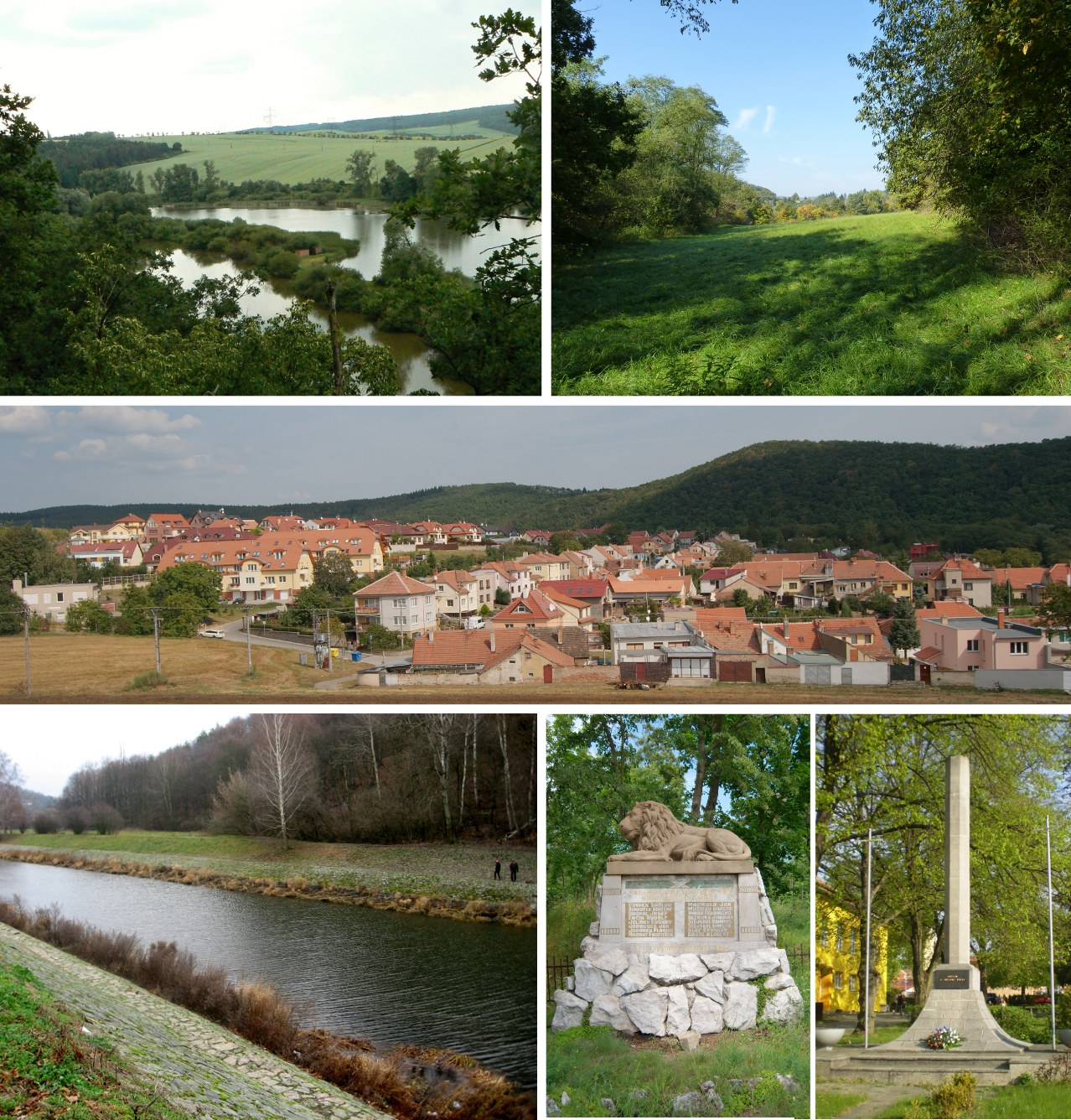

Kníničky, ležící u Brněnské přehrady na levém břehu Svratky, dosud si zachovávají vesnický charakter. V posledních letech dochází k rozšiřování zástavby Kníniček severním směrem. Zástavba samotných Kníniček se rozkládá při východní hranici městské části pod úpatím Mniší hory. Součástí katastru Kníniček je i část Brněnské přehrady včetně poloviny přehradní hráze. Přibližně dvě třetiny katastru Kníniček pokrývají Podkomorské lesy, rozkládající se západně od kníničské zástavby. Katastrem Kníniček prochází trasa nedokončené exteritoriální dálnice Vídeň–Vratislav (tzv. Hitlerovy dálnice).

#### Brno-Útěchov
| Části              | Útěchov  |
| Počet obyvatel     | 760      |
| Katastrální výměra | 1,18 km² |

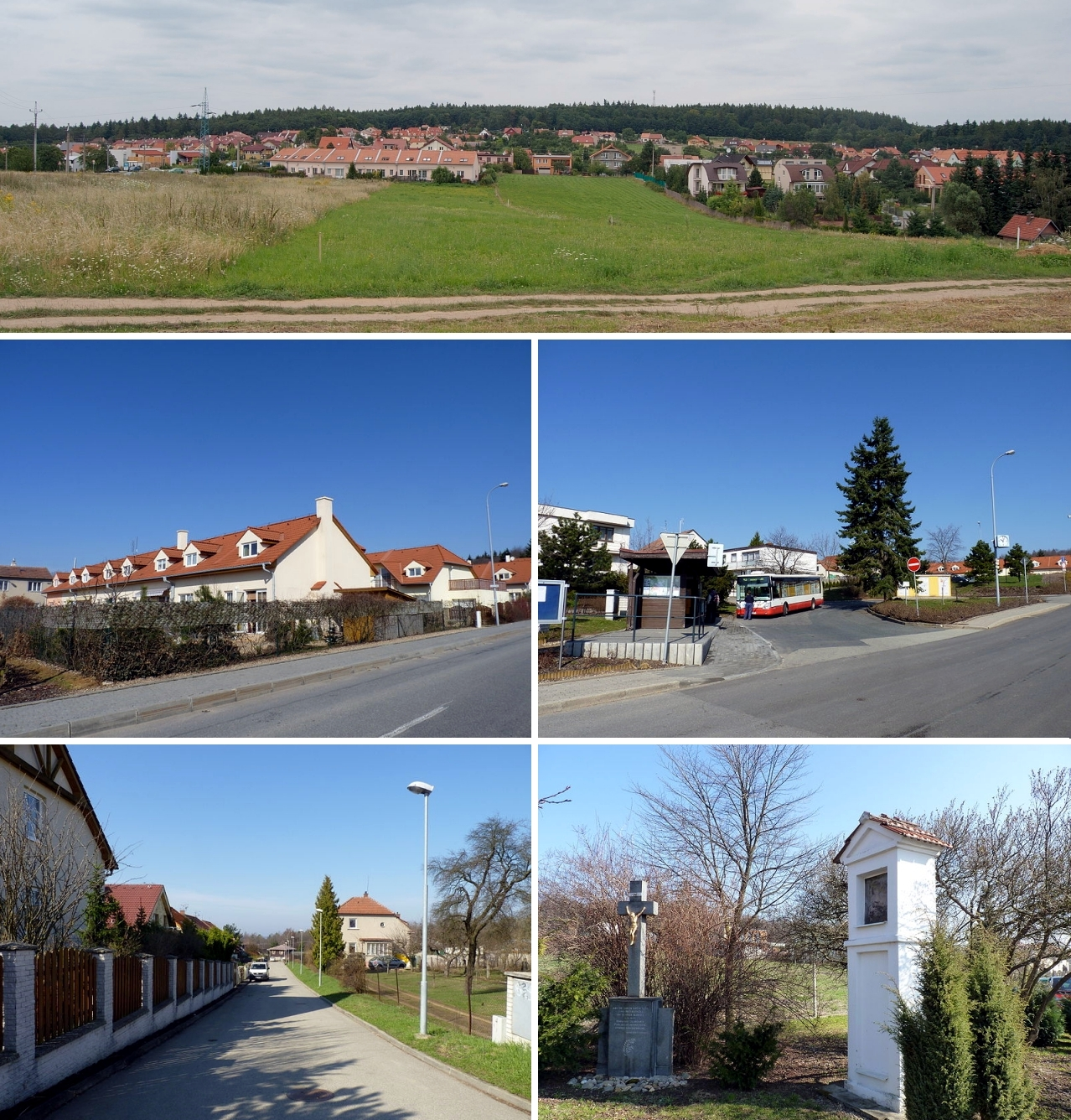

Útěchov je nejsevernější a rozlohou také nejmenší městská část, počtem obyvatel druhá nejmenší – před Ořešínem. Útěchov, který je obklopen lesy, má relativně čisté životní prostředí, a proto je za účelem relaxace vyhledáván obyvateli ostatních městských částí Brna. Autobusové spojení zajišťují dvě linky provozované Dopravním podnikem města Brna.

#### Brno-Ořešín
| Části              | Ořešín   |
| Počet obyvatel     | 577      |
| Katastrální výměra | 3,07 km² |

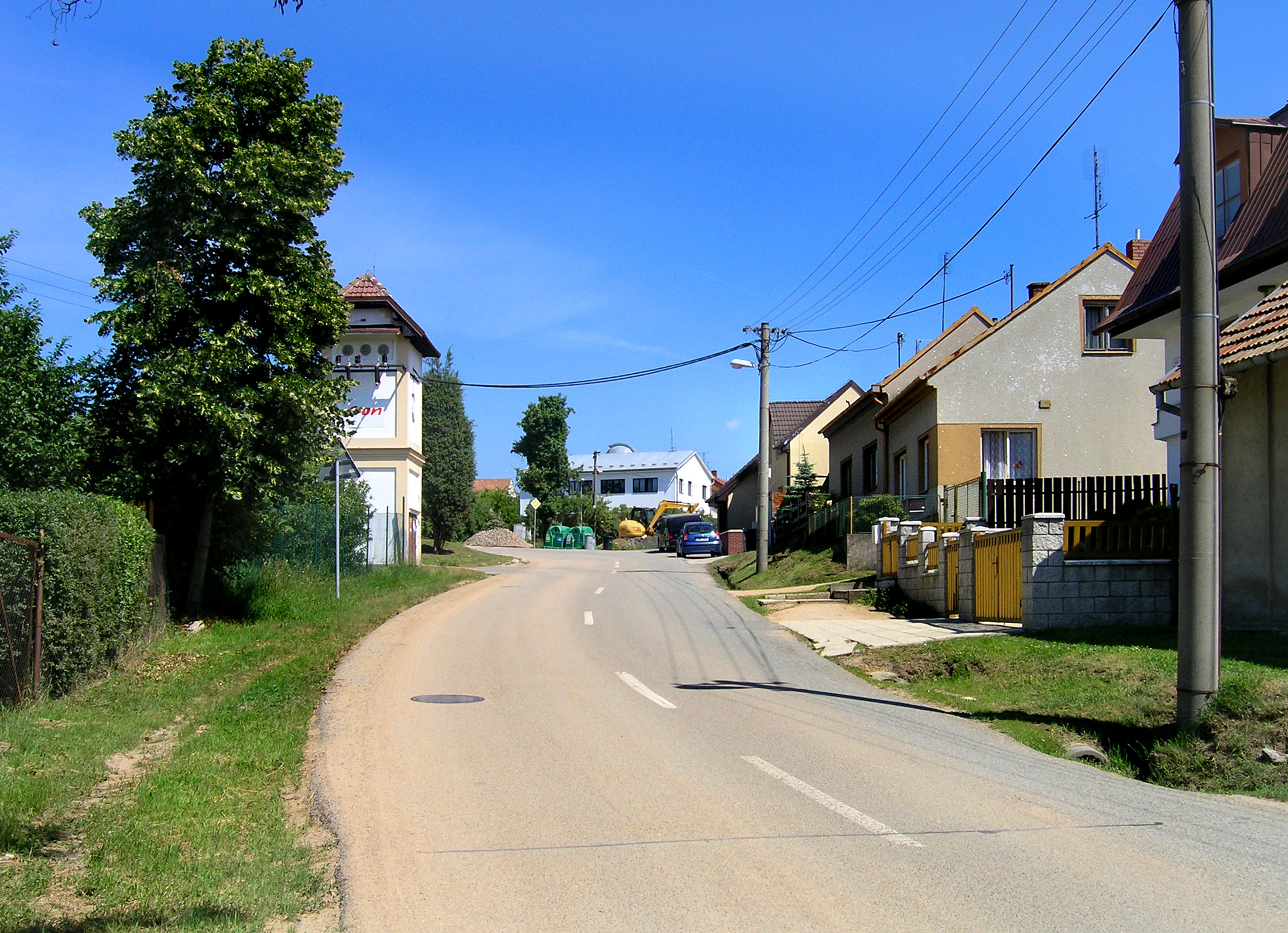

Ořešín si zachovává vesnický charakter s rodinnou zástavbou. Počtem obyvatel se řadí k nejmenším brněnským městským částem. Ořešín je ze severu, východu a jihu obklopen lesy, které zaujímají téměř dvě třetiny ořešínského katastru. V lese na hranici s obcí Vranov se rozkládá přírodní rezervace Babí doly.

## Tabulka městských částí
| Název                       | Počet obyvatel 2021 | Počet obyvatel 2011 | Katastrální výměra [km²] | Hustota obyvatel [obyvatelé/km2] | PSČ                            | Zákl. sídelních jednotek: |
| Brno-střed                  | 70 857              | 64 316              | 15,00                    | 4723,8                           | 602 00, 603 00                 | 47                        |
| Brno-sever                  | 48 382              | 47 643              | 12,24                    | 3952,78                          | 602 00, 613 00, 614 00, 638 00 | 23                        |
| Brno-Královo Pole           | 30 155              | 28 674              | 9,91                     | 3042,89                          | 602 00, 612 00                 | 21                        |
| Brno-Líšeň                  | 26 266              | 26 781              | 15,71                    | 1671,93                          | 628 00                         | 15                        |
| Brno-Bystrc                 | 24 714              | 24 218              | 27,24                    | 907,27                           | 635 00 až 641 00               | 13                        |
| Brno-Židenice               | 22 573              | 22 000              | 3,03                     | 7449,83                          | 615 00, 636 00                 | 15                        |
| Brno-Žabovřesky             | 21 262              | 21 047              | 4,35                     | 4887,82                          | 616 00                         | 12                        |
| Brno-Řečkovice a Mokrá Hora | 15 127              | 15 486              | 7,57                     | 1998,28                          | 621 00                         | 13                        |
| Brno-Bohunice               | 14 212              | 14 683              | 3,02                     | 4705,96                          | 625 00                         | 5                         |
| Brno-Starý Lískovec         | 12 782              | 12 931              | 3,28                     | 3896,95                          | 625 00                         | 5                         |
| Brno-Vinohrady              | 12 172              | 13 361              | 2,28                     | 5338,6                           | 628 00                         | 2                         |
| Brno-Kohoutovice            | 12 078              | 12 621              | 4,09                     | 2953,06                          | 623 00                         | 5                         |
| Brno-Slatina                | 11 104              | 9 360               | 5,83                     | 1904,63                          | 627 00                         | 8                         |
| Brno-Nový Lískovec          | 10 284              | 11 349              | 1,66                     | 6195,18                          | 625 00, 634 00                 | 3                         |
| Brno-jih                    | 9 258               | 9 690               | 12,77                    | 724,98                           | 602 00 až 619 00               | 18                        |
| Brno-Černovice              | 8 374               | 8 024               | 6,29                     | 1331,32                          | 618 00                         | 9                         |
| Brno-Komín                  | 7 984               | 7 457               | 7,60                     | 1050,53                          | 624 00                         | 9                         |
| Brno-Maloměřice a Obřany    | 6 376               | 5 621               | 9,36                     | 681,2                            | 614 00                         | 11                        |
| Brno-Žebětín                | 6 222               | 3 577               | 13,60                    | 457,5                            | 641 00                         | 4                         |
| Brno-Medlánky               | 6 103               | 5 898               | 3,51                     | 1738,75                          | 612 00, 621 00                 | 5                         |
| Brno-Tuřany                 | 5 674               | 5 674               | 17,84                    | 318,05                           | 620 00                         | 9                         |
| Brno-Jundrov                | 4 617               | 4 132               | 4,15                     | 1112,53                          | 637 00                         | 7                         |
| Brno-Chrlice                | 3 613               | 3 722               | 9,50                     | 380,32                           | 643 00                         | 4                         |
| Brno-Bosonohy               | 2 602               | 2 457               | 7,15                     | 363,92                           | 642 00                         | 3                         |
| Brno-Ivanovice              | 1 997               | 1 746               | 2,45                     | 815,1                            | 621 00                         | 2                         |
| Brno-Jehnice                | 1 090               | 1 102               | 4,07                     | 267,81                           | 621 00                         | 1                         |
| Brno-Kníničky               | 1 105               | 1 006               | 10,92                    | 101,19                           | 635 00                         | 6                         |
| Brno-Útěchov                | 920                 | 760                 | 1,18                     | 779,66                           | 644 00                         | 1                         |
| Brno-Ořešín                 | 607                 | 577                 | 3,07                     | 197,72                           | 621 00                         | 1                         |